# Danh sách cầu thủ tham dự Giải vô địch bóng đá thế giới 2006
Mỗi đội tuyển tham gia vòng chung kết World Cup 2006 có quyền đăng ký 23 cầu thủ, trong đó có tối thiểu 3 thủ môn. Hạn cuối cùng để nộp danh sách là ngày 15 tháng 5 năm 2006. Trong trường hợp chấn thương vào phút chót, các đội tuyển có thể thay đổi danh sách chậm nhất là vào 24 giờ trước trận đấu khai mạc giải. Trong danh sách dưới đây, những cầu thủ có ký hiệu (C) là người mang băng đội trưởng của đội. Thông tin về câu lạc bộ và số lần khoác áo của mỗi cầu thủ tính tại thời điểm đăng ký.

## Bảng A

### Costa Rica
Huấn luyện viên trưởng:   Alexandre Guimarães
| Số | Vt | Cầu thủ           | Ngày sinh (tuổi)            | Số trận | Câu lạc bộ         |
| -- | -- | ----------------- | --------------------------- | ------- | ------------------ |
| 1  | TM | Álvaro Mesén      | 24 tháng 12, 1972 (33 tuổi) | 38      | Herediano          |
| 2  | HV | Jervis Drummond   | 8 tháng 9, 1976 (29 tuổi)   | 56      | Deportivo Saprissa |
| 3  | HV | Luis Marín (C)    | 10 tháng 8, 1974 (31 tuổi)  | 120     | Alajuelense        |
| 4  | HV | Michael Umaña     | 16 tháng 7, 1982 (23 tuổi)  | 18      | Brujas             |
| 5  | HV | Gilberto Martínez | 1 tháng 10, 1979 (26 tuổi)  | 57      | Brescia            |
| 6  | TV | Danny Fonseca     | 7 tháng 11, 1979 (26 tuổi)  | 22      | Cartaginés         |
| 7  | TV | Christian Bolaños | 17 tháng 5, 1984 (22 tuổi)  | 16      | Deportivo Saprissa |
| 8  | TV | Mauricio Solís    | 13 tháng 12, 1972 (33 tuổi) | 107     | CSD Comunicaciones |
| 9  | TĐ | Paulo Wanchope    | 31 tháng 7, 1976 (29 tuổi)  | 69      | Herediano          |
| 10 | TV | Walter Centeno    | 6 tháng 10, 1974 (31 tuổi)  | 93      | Deportivo Saprissa |
| 11 | TĐ | Rónald Gómez      | 21 tháng 1, 1975 (31 tuổi)  | 80      | Deportivo Saprissa |
| 12 | HV | Leonardo González | 21 tháng 11, 1980 (25 tuổi) | 36      | Herediano          |
| 13 | TĐ | Kurt Bernard      | 8 tháng 8, 1977 (28 tuổi)   | 3       | Puntarenas         |
| 14 | TV | Randall Azofeifa  | 30 tháng 12, 1984 (21 tuổi) | 5       | Deportivo Saprissa |
| 15 | HV | Harold Wallace    | 7 tháng 9, 1975 (30 tuổi)   | 78      | Alajuelense        |
| 16 | TV | Carlos Hernández  | 9 tháng 4, 1982 (24 tuổi)   | 17      | Alajuelense        |
| 17 | HV | Gabriel Badilla   | 30 tháng 6, 1984 (21 tuổi)  | 7       | Deportivo Saprissa |
| 18 | TM | José Porras       | 8 tháng 11, 1970 (35 tuổi)  | 16      | Deportivo Saprissa |
| 19 | TĐ | Álvaro Saborío    | 25 tháng 3, 1982 (24 tuổi)  | 23      | Deportivo Saprissa |
| 20 | TV | Douglas Sequeira  | 23 tháng 8, 1977 (28 tuổi)  | 29      | Real Salt Lake     |
| 21 | TĐ | Victor Núñez      | 15 tháng 4, 1980 (26 tuổi)  | 3       | Cartaginés         |
| 22 | HV | Michael Rodríguez | 30 tháng 12, 1981 (24 tuổi) | 3       | Alajuelense        |
| 23 | TM | Wardy Alfaro      | 31 tháng 12, 1977 (28 tuổi) | 2       | Alajuelense        |

### Ecuador
Huấn luyện viên trưởng:   Luis Fernando Suárez
| Số | Vt | Cầu thủ           | Ngày sinh (tuổi)            | Số trận | Câu lạc bộ         |
| -- | -- | ----------------- | --------------------------- | ------- | ------------------ |
| 1  | TM | Edwin Villafuerte | 12 tháng 3, 1979 (27 tuổi)  | 15      | Deportivo Quito    |
| 2  | HV | Jorge Guagua      | 28 tháng 9, 1981 (24 tuổi)  | 18      | El Nacional        |
| 3  | HV | Iván Hurtado (C)  | 16 tháng 8, 1974 (31 tuổi)  | 130     | Al-Arabi           |
| 4  | HV | Ulises de la Cruz | 8 tháng 2, 1974 (32 tuổi)   | 84      | Aston Villa        |
| 5  | HV | José Luis Perlaza | 6 tháng 10, 1981 (24 tuổi)  | 3       | Olmedo             |
| 6  | TV | Patricio Urrutia  | 15 tháng 10, 1977 (28 tuổi) | 6       | LDU Quito          |
| 7  | TV | Christian Lara    | 27 tháng 4, 1980 (26 tuổi)  | 19      | El Nacional        |
| 8  | TV | Edison Méndez     | 16 tháng 3, 1979 (27 tuổi)  | 64      | LDU Quito          |
| 9  | TĐ | Félix Borja       | 2 tháng 4, 1983 (23 tuổi)   | 6       | El Nacional        |
| 10 | TĐ | Iván Kaviedes     | 24 tháng 10, 1977 (28 tuổi) | 44      | Argentinos Juniors |
| 11 | TĐ | Agustín Delgado   | 23 tháng 12, 1974 (31 tuổi) | 68      | LDU Quito          |
| 12 | TM | Cristian Mora     | 26 tháng 8, 1979 (26 tuổi)  | 8       | LDU Quito          |
| 13 | HV | Paul Ambrosi      | 14 tháng 10, 1980 (25 tuổi) | 24      | LDU Quito          |
| 14 | TV | Segundo Castillo  | 15 tháng 5, 1982 (24 tuổi)  | 11      | El Nacional        |
| 15 | TV | Marlon Ayoví      | 27 tháng 8, 1971 (34 tuổi)  | 74      | Deportivo Quito    |
| 16 | TV | Antonio Valencia  | 4 tháng 8, 1985 (20 tuổi)   | 17      | Villarreal         |
| 17 | HV | Giovanny Espinoza | 12 tháng 4, 1977 (29 tuổi)  | 56      | LDU Quito          |
| 18 | HV | Néicer Reasco     | 23 tháng 7, 1977 (28 tuổi)  | 31      | LDU Quito          |
| 19 | TV | Luis Saritama     | 20 tháng 10, 1983 (22 tuổi) | 15      | Deportivo Quito    |
| 20 | TV | Edwin Tenorio     | 16 tháng 6, 1976 (29 tuổi)  | 68      | Barcelona          |
| 21 | TĐ | Carlos Tenorio    | 14 tháng 5, 1979 (27 tuổi)  | 29      | Al-Sadd            |
| 22 | TM | Damián Lanza      | 10 tháng 4, 1982 (24 tuổi)  | 5       | Aucas              |
| 23 | TĐ | Christian Benítez | 1 tháng 5, 1986 (20 tuổi)   | 5       | El Nacional        |

### Đức
Huấn luyện viên trưởng:  Jürgen Klinsmann
| Số | Vt | Cầu thủ                | Ngày sinh (tuổi)            | Số trận | Câu lạc bộ               |
| -- | -- | ---------------------- | --------------------------- | ------- | ------------------------ |
| 1  | TM | Jens Lehmann           | 10 tháng 11, 1969 (36 tuổi) | 32      | Arsenal                  |
| 2  | HV | Marcell Jansen         | 4 tháng 11, 1985 (20 tuổi)  | 7       | Borussia Mönchengladbach |
| 3  | HV | Arne Friedrich         | 29 tháng 5, 1979 (27 tuổi)  | 36      | Hertha Berlin            |
| 4  | HV | Robert Huth            | 18 tháng 8, 1984 (21 tuổi)  | 16      | Chelsea                  |
| 5  | TV | Sebastian Kehl         | 13 tháng 2, 1980 (26 tuổi)  | 27      | Borussia Dortmund        |
| 6  | HV | Jens Nowotny           | 11 tháng 1, 1974 (32 tuổi)  | 46      | Bayer Leverkusen         |
| 7  | TV | Bastian Schweinsteiger | 1 tháng 8, 1984 (21 tuổi)   | 28      | Bayern Munich            |
| 8  | TV | Torsten Frings         | 22 tháng 11, 1976 (29 tuổi) | 52      | Werder Bremen            |
| 9  | TĐ | Mike Hanke             | 5 tháng 11, 1983 (22 tuổi)  | 6       | Wolfsburg                |
| 10 | TĐ | Oliver Neuville        | 1 tháng 5, 1973 (33 tuổi)   | 55      | Borussia Mönchengladbach |
| 11 | TĐ | Miroslav Klose         | 9 tháng 6, 1978 (28 tuổi)   | 55      | Werder Bremen            |
| 12 | TM | Oliver Kahn            | 15 tháng 6, 1969 (36 tuổi)  | 85      | Bayern Munich            |
| 13 | TV | Michael Ballack (C)    | 26 tháng 9, 1976 (29 tuổi)  | 65      | Bayern Munich            |
| 14 | TĐ | Gerald Asamoah         | 3 tháng 10, 1978 (27 tuổi)  | 40      | Schalke 04               |
| 15 | TV | Thomas Hitzlsperger    | 5 tháng 4, 1982 (24 tuổi)   | 15      | Stuttgart                |
| 16 | HV | Philipp Lahm           | 11 tháng 11, 1983 (22 tuổi) | 18      | Bayern Munich            |
| 17 | HV | Per Mertesacker        | 29 tháng 9, 1984 (21 tuổi)  | 23      | Hannover 96              |
| 18 | TV | Tim Borowski           | 2 tháng 5, 1980 (26 tuổi)   | 20      | Werder Bremen            |
| 19 | TV | Bernd Schneider        | 17 tháng 11, 1973 (32 tuổi) | 64      | Bayer Leverkusen         |
| 20 | TĐ | Lukas Podolski         | 4 tháng 6, 1985 (21 tuổi)   | 25      | Köln                     |
| 21 | HV | Christoph Metzelder    | 5 tháng 11, 1980 (25 tuổi)  | 22      | Borussia Dortmund        |
| 22 | TV | David Odonkor          | 21 tháng 2, 1984 (22 tuổi)  | 1       | Borussia Dortmund        |
| 23 | TM | Timo Hildebrand        | 5 tháng 4, 1979 (27 tuổi)   | 3       | Stuttgart                |

### Ba Lan
Huấn luyện viên trưởng:  Paweł Janas
| Số | Vt | Cầu thủ             | Ngày sinh (tuổi)            | Số trận | Câu lạc bộ           |
| -- | -- | ------------------- | --------------------------- | ------- | -------------------- |
| 1  | TM | Artur Boruc         | 20 tháng 2, 1980 (26 tuổi)  | 17      | Celtic               |
| 2  | HV | Mariusz Jop         | 3 tháng 8, 1978 (27 tuổi)   | 12      | FC Moscow            |
| 3  | HV | Seweryn Gancarczyk  | 22 tháng 11, 1981 (24 tuổi) | 2       | Metalist Kharkiv     |
| 4  | HV | Marcin Baszczyński  | 7 tháng 6, 1977 (29 tuổi)   | 32      | Wisła Kraków         |
| 5  | TV | Kamil Kosowski      | 30 tháng 8, 1977 (28 tuổi)  | 45      | Kaiserslautern       |
| 6  | HV | Jacek Bąk (C)       | 24 tháng 3, 1973 (33 tuổi)  | 72      | Al-Rayyan            |
| 7  | TV | Radosław Sobolewski | 13 tháng 12, 1976 (29 tuổi) | 19      | Wisła Kraków         |
| 8  | TV | Jacek Krzynówek     | 15 tháng 5, 1976 (30 tuổi)  | 58      | Bayer Leverkusen     |
| 9  | TĐ | Maciej Żurawski     | 12 tháng 9, 1976 (29 tuổi)  | 50      | Celtic               |
| 10 | TV | Mirosław Szymkowiak | 12 tháng 11, 1976 (29 tuổi) | 29      | Trabzonspor          |
| 11 | TĐ | Grzegorz Rasiak     | 12 tháng 1, 1979 (27 tuổi)  | 30      | Tottenham Hotspur    |
| 12 | TM | Tomasz Kuszczak     | 23 tháng 3, 1982 (24 tuổi)  | 4       | West Bromwich Albion |
| 13 | TV | Sebastian Mila      | 10 tháng 7, 1982 (23 tuổi)  | 27      | Austria Wien         |
| 14 | HV | Michał Żewłakow     | 22 tháng 4, 1976 (30 tuổi)  | 56      | Anderlecht           |
| 15 | TV | Euzebiusz Smolarek  | 9 tháng 1, 1981 (25 tuổi)   | 13      | Borussia Dortmund    |
| 16 | TV | Arkadiusz Radomski  | 27 tháng 6, 1977 (28 tuổi)  | 20      | Austria Vienna       |
| 17 | HV | Dariusz Dudka       | 9 tháng 12, 1983 (22 tuổi)  | 7       | Wisła Kraków         |
| 18 | HV | Mariusz Lewandowski | 18 tháng 5, 1979 (27 tuổi)  | 25      | Shakhtar Donetsk     |
| 19 | HV | Bartosz Bosacki     | 20 tháng 12, 1975 (30 tuổi) | 11      | Lech Poznań          |
| 20 | TV | Piotr Giza          | 28 tháng 2, 1980 (26 tuổi)  | 4       | Cracovia Kraków      |
| 21 | TĐ | Ireneusz Jeleń      | 9 tháng 4, 1981 (25 tuổi)   | 9       | Wisła Płock          |
| 22 | TM | Łukasz Fabiański    | 18 tháng 4, 1985 (21 tuổi)  | 2       | Legia Warszawa       |
| 23 | TĐ | Paweł Brożek        | 21 tháng 4, 1983 (23 tuổi)  | 4       | Wisła Kraków         |

## Bảng B

### Anh
Huấn luyện viên trưởng:   Sven-Göran Eriksson
| Số | Vt | Cầu thủ           | Ngày sinh (tuổi)            | Số trận | Câu lạc bộ        |
| -- | -- | ----------------- | --------------------------- | ------- | ----------------- |
| 1  | TM | Paul Robinson     | 15 tháng 10, 1979 (26 tuổi) | 21      | Tottenham Hotspur |
| 2  | HV | Gary Neville      | 18 tháng 2, 1975 (31 tuổi)  | 79      | Manchester United |
| 3  | HV | Ashley Cole       | 20 tháng 12, 1980 (25 tuổi) | 46      | Chelsea           |
| 4  | TV | Steven Gerrard    | 30 tháng 5, 1980 (26 tuổi)  | 42      | Liverpool         |
| 5  | HV | Rio Ferdinand     | 7 tháng 11, 1978 (27 tuổi)  | 47      | Manchester United |
| 6  | HV | John Terry        | 7 tháng 12, 1980 (25 tuổi)  | 24      | Chelsea           |
| 7  | TV | David Beckham (C) | 2 tháng 5, 1975 (31 tuổi)   | 89      | Real Madrid       |
| 8  | TV | Frank Lampard     | 20 tháng 6, 1978 (27 tuổi)  | 40      | Chelsea           |
| 9  | TĐ | Wayne Rooney      | 24 tháng 10, 1985 (20 tuổi) | 29      | Manchester United |
| 10 | TĐ | Michael Owen      | 14 tháng 12, 1979 (26 tuổi) | 77      | Newcastle United  |
| 11 | TV | Joe Cole          | 8 tháng 11, 1981 (24 tuổi)  | 32      | Chelsea           |
| 12 | HV | Sol Campbell      | 18 tháng 9, 1974 (31 tuổi)  | 68      | Arsenal           |
| 13 | TM | David James       | 1 tháng 8, 1970 (35 tuổi)   | 34      | Manchester City   |
| 14 | HV | Wayne Bridge      | 5 tháng 8, 1980 (25 tuổi)   | 23      | Chelsea           |
| 15 | HV | Jamie Carragher   | 28 tháng 1, 1978 (28 tuổi)  | 25      | Liverpool         |
| 16 | TV | Owen Hargreaves   | 20 tháng 1, 1981 (25 tuổi)  | 30      | Bayern Munich     |
| 17 | TV | Jermaine Jenas    | 18 tháng 2, 1983 (23 tuổi)  | 15      | Tottenham Hotspur |
| 18 | TV | Michael Carrick   | 28 tháng 7, 1981 (24 tuổi)  | 6       | Tottenham Hotspur |
| 19 | TV | Aaron Lennon      | 16 tháng 4, 1987 (19 tuổi)  | 1       | Tottenham Hotspur |
| 20 | TV | Stewart Downing   | 22 tháng 7, 1984 (21 tuổi)  | 2       | Middlesbrough     |
| 21 | TĐ | Peter Crouch      | 30 tháng 1, 1981 (25 tuổi)  | 7       | Liverpool         |
| 22 | TM | Scott Carson      | 3 tháng 9, 1985 (20 tuổi)   | 0       | Liverpool         |
| 23 | TĐ | Theo Walcott      | 16 tháng 3, 1989 (17 tuổi)  | 1       | Arsenal           |

### Paraguay
Huấn luyện viên trưởng:  Aníbal Ruiz
| Số | Vt | Cầu thủ             | Ngày sinh (tuổi)            | Số trận | Câu lạc bộ           |
| -- | -- | ------------------- | --------------------------- | ------- | -------------------- |
| 1  | TM | Justo Villar        | 30 tháng 6, 1977 (28 tuổi)  | 39      | Newell's Old Boys    |
| 2  | HV | Jorge Núñez         | 22 tháng 1, 1978 (28 tuổi)  | 15      | Estudiantes La Plata |
| 3  | HV | Delio Toledo        | 10 tháng 2, 1974 (32 tuổi)  | 30      | Real Zaragoza        |
| 4  | HV | Carlos Gamarra (C)  | 17 tháng 2, 1971 (35 tuổi)  | 106     | Palmeiras            |
| 5  | HV | Julio César Cáceres | 5 tháng 10, 1979 (26 tuổi)  | 32      | River Plate          |
| 6  | TV | Carlos Bonet        | 2 tháng 10, 1977 (28 tuổi)  | 29      | Libertad             |
| 7  | TĐ | Salvador Cabañas    | 5 tháng 8, 1980 (25 tuổi)   | 15      | Jaguares             |
| 8  | TV | Edgar Barreto       | 15 tháng 7, 1984 (21 tuổi)  | 15      | NEC                  |
| 9  | TĐ | Roque Santa Cruz    | 16 tháng 8, 1981 (24 tuổi)  | 42      | Bayern Munich        |
| 10 | TV | Roberto Acuña       | 25 tháng 3, 1972 (34 tuổi)  | 93      | Deportivo La Coruña  |
| 11 | TV | Diego Gavilán       | 1 tháng 3, 1980 (26 tuổi)   | 39      | Newell's Old Boys    |
| 12 | TM | Derlis Gómez        | 12 tháng 11, 1972 (33 tuổi) | 5       | Sportivo Luqueño     |
| 13 | TV | Carlos Paredes      | 16 tháng 7, 1976 (29 tuổi)  | 68      | Reggina              |
| 14 | HV | Paulo da Silva      | 1 tháng 2, 1980 (26 tuổi)   | 33      | Toluca               |
| 15 | HV | Julio César Manzur  | 22 tháng 6, 1981 (24 tuổi)  | 13      | Santos               |
| 16 | TV | Cristian Riveros    | 16 tháng 10, 1982 (23 tuổi) | 9       | Libertad             |
| 17 | TV | José Montiel        | 19 tháng 3, 1988 (18 tuổi)  | 6       | Olimpia Asunción     |
| 18 | TĐ | Nelson Haedo Valdez | 28 tháng 11, 1983 (22 tuổi) | 11      | Werder Bremen        |
| 19 | TV | Julio dos Santos    | 5 tháng 5, 1983 (23 tuổi)   | 17      | Bayern Munich        |
| 20 | TĐ | Dante López         | 16 tháng 8, 1983 (22 tuổi)  | 7       | Genoa                |
| 21 | HV | Denis Caniza        | 29 tháng 8, 1974 (31 tuổi)  | 74      | Cruz Azul            |
| 22 | TM | Aldo Bobadilla      | 20 tháng 4, 1976 (30 tuổi)  | 5       | Libertad             |
| 23 | TĐ | Nelson Cuevas       | 10 tháng 1, 1980 (26 tuổi)  | 35      | Pachuca              |

### Thụy Điển
Huấn luyện viên trưởng:  Lars Lagerbäck
| Số | Vt | Cầu thủ               | Ngày sinh (tuổi)            | Số trận | Câu lạc bộ       |
| -- | -- | --------------------- | --------------------------- | ------- | ---------------- |
| 1  | TM | Andreas Isaksson      | 3 tháng 10, 1981 (24 tuổi)  | 39      | Rennes           |
| 2  | HV | Mikael Nilsson        | 24 tháng 6, 1978 (27 tuổi)  | 27      | Panathinaikos    |
| 3  | HV | Olof Mellberg (C)     | 3 tháng 9, 1977 (28 tuổi)   | 64      | Aston Villa      |
| 4  | HV | Teddy Lucic           | 15 tháng 4, 1973 (33 tuổi)  | 81      | Häcken           |
| 5  | HV | Erik Edman            | 11 tháng 11, 1978 (27 tuổi) | 37      | Rennes           |
| 6  | TV | Tobias Linderoth      | 21 tháng 4, 1979 (27 tuổi)  | 58      | Copenhagen       |
| 7  | TV | Niclas Alexandersson  | 29 tháng 12, 1971 (34 tuổi) | 87      | Göteborg         |
| 8  | TV | Anders Svensson       | 17 tháng 7, 1976 (29 tuổi)  | 66      | Elfsborg         |
| 9  | TV | Fredrik Ljungberg     | 16 tháng 4, 1977 (29 tuổi)  | 57      | Arsenal          |
| 10 | TĐ | Zlatan Ibrahimović    | 3 tháng 10, 1981 (24 tuổi)  | 38      | Juventus         |
| 11 | TĐ | Henrik Larsson        | 20 tháng 9, 1971 (34 tuổi)  | 89      | Barcelona        |
| 12 | TM | John Alvbåge          | 10 tháng 8, 1982 (23 tuổi)  | 2       | Viborg           |
| 13 | HV | Petter Hansson        | 14 tháng 12, 1976 (29 tuổi) | 13      | Heerenveen       |
| 14 | HV | Fredrik Stenman       | 2 tháng 6, 1983 (23 tuổi)   | 1       | Bayer Leverkusen |
| 15 | HV | Karl Svensson         | 21 tháng 3, 1984 (22 tuổi)  | 1       | Göteborg         |
| 16 | TV | Kim Källström         | 24 tháng 8, 1982 (23 tuổi)  | 34      | Rennes           |
| 17 | TĐ | Johan Elmander        | 27 tháng 5, 1981 (25 tuổi)  | 18      | Brøndby          |
| 18 | TV | Mattias Jonson        | 16 tháng 1, 1974 (32 tuổi)  | 53      | Djurgården       |
| 19 | TV | Daniel Andersson      | 28 tháng 8, 1977 (28 tuổi)  | 47      | Malmö            |
| 20 | TĐ | Marcus Allbäck        | 5 tháng 7, 1973 (32 tuổi)   | 56      | Copenhagen       |
| 21 | TV | Christian Wilhelmsson | 8 tháng 12, 1979 (26 tuổi)  | 29      | Anderlecht       |
| 22 | TĐ | Markus Rosenberg      | 27 tháng 9, 1982 (23 tuổi)  | 8       | Ajax             |
| 23 | TM | Rami Shaaban          | 30 tháng 6, 1975 (30 tuổi)  | 1       | Fredrikstad      |

### Trinidad và Tobago
Huấn luyện viên trưởng:  Leo Beenhakker
| Số | Vt | Cầu thủ             | Ngày sinh (tuổi)            | Số trận | Câu lạc bộ             |
| -- | -- | ------------------- | --------------------------- | ------- | ---------------------- |
| 1  | TM | Shaka Hislop        | 22 tháng 2, 1969 (37 tuổi)  | 24      | West Ham United        |
| 2  | HV | Ian Cox             | 25 tháng 3, 1971 (35 tuổi)  | 16      | Gillingham             |
| 3  | HV | Avery John          | 18 tháng 6, 1975 (30 tuổi)  | 57      | New England Revolution |
| 4  | HV | Marvin Andrews      | 22 tháng 12, 1975 (30 tuổi) | 98      | Rangers                |
| 5  | HV | Brent Sancho        | 13 tháng 3, 1977 (29 tuổi)  | 40      | Gillingham             |
| 6  | HV | Dennis Lawrence     | 1 tháng 8, 1974 (31 tuổi)   | 63      | Wrexham                |
| 7  | TV | Chris Birchall      | 5 tháng 5, 1984 (22 tuổi)   | 19      | Port Vale              |
| 8  | HV | Cyd Gray            | 21 tháng 11, 1973 (32 tuổi) | 39      | San Juan Jabloteh      |
| 9  | TV | Aurtis Whitley      | 1 tháng 5, 1977 (29 tuổi)   | 24      | San Juan Jabloteh      |
| 10 | TV | Russell Latapy      | 8 tháng 8, 1968 (37 tuổi)   | 66      | Falkirk                |
| 11 | TV | Carlos Edwards      | 24 tháng 10, 1978 (27 tuổi) | 51      | Luton Town             |
| 12 | TĐ | Collin Samuel       | 27 tháng 8, 1981 (24 tuổi)  | 18      | Dundee United          |
| 13 | TĐ | Cornell Glen        | 21 tháng 10, 1980 (25 tuổi) | 35      | LA Galaxy              |
| 14 | TĐ | Stern John          | 30 tháng 10, 1976 (29 tuổi) | 95      | Coventry City          |
| 15 | TĐ | Kenwyne Jones       | 5 tháng 10, 1984 (21 tuổi)  | 29      | Southampton            |
| 16 | TV | Evans Wise          | 23 tháng 11, 1973 (32 tuổi) | 16      | Waldhof Mannheim       |
| 17 | HV | David Atiba Charles | 29 tháng 8, 1977 (28 tuổi)  | 19      | W Connection           |
| 18 | TV | Densill Theobald    | 27 tháng 6, 1982 (23 tuổi)  | 38      | Falkirk                |
| 19 | TĐ | Dwight Yorke (C)    | 3 tháng 11, 1971 (34 tuổi)  | 54      | Sydney FC              |
| 20 | TĐ | Jason Scotland      | 18 tháng 2, 1979 (27 tuổi)  | 25      | St. Johnstone          |
| 21 | TM | Kelvin Jack         | 29 tháng 4, 1976 (30 tuổi)  | 32      | Dundee                 |
| 22 | TM | Clayton Ince        | 12 tháng 7, 1972 (33 tuổi)  | 63      | Coventry City          |
| 23 | TV | Anthony Wolfe       | 23 tháng 12, 1983 (22 tuổi) | 4       | San Juan Jabloteh      |

## Bảng C

### Argentina
Huấn luyện viên trưởng:   José Pekerman
| Số | Vt | Cầu thủ               | Ngày sinh (tuổi)            | Số trận | Câu lạc bộ          |
| -- | -- | --------------------- | --------------------------- | ------- | ------------------- |
| 1  | TM | Roberto Abbondanzieri | 19 tháng 8, 1972 (33 tuổi)  | 22      | Boca Juniors        |
| 2  | HV | Roberto Ayala         | 14 tháng 4, 1973 (33 tuổi)  | 100     | Valencia            |
| 3  | HV | Juan Pablo Sorín (C)  | 5 tháng 5, 1976 (30 tuổi)   | 71      | Villarreal          |
| 4  | HV | Fabricio Coloccini    | 22 tháng 1, 1982 (24 tuổi)  | 23      | Deportivo La Coruña |
| 5  | TV | Esteban Cambiasso     | 18 tháng 8, 1980 (25 tuổi)  | 22      | Internazionale      |
| 6  | HV | Gabriel Heinze        | 19 tháng 4, 1978 (28 tuổi)  | 29      | Manchester United   |
| 7  | TĐ | Javier Saviola        | 11 tháng 12, 1981 (24 tuổi) | 31      | Barcelona           |
| 8  | TV | Javier Mascherano     | 8 tháng 6, 1984 (22 tuổi)   | 15      | Corinthians         |
| 9  | TĐ | Hernán Crespo         | 5 tháng 7, 1975 (30 tuổi)   | 55      | Chelsea             |
| 10 | TV | Juan Román Riquelme   | 24 tháng 6, 1978 (27 tuổi)  | 31      | Villarreal          |
| 11 | TĐ | Carlos Tévez          | 5 tháng 2, 1984 (22 tuổi)   | 21      | Corinthians         |
| 12 | TM | Leo Franco            | 29 tháng 5, 1977 (29 tuổi)  | 3       | Atlético Madrid     |
| 13 | TV | Lionel Scaloni        | 16 tháng 5, 1978 (28 tuổi)  | 6       | Deportivo La Coruña |
| 14 | TĐ | Rodrigo Palacio       | 5 tháng 2, 1982 (24 tuổi)   | 2       | Boca Juniors        |
| 15 | HV | Gabriel Milito        | 7 tháng 9, 1980 (25 tuổi)   | 15      | Real Zaragoza       |
| 16 | TV | Pablo Aimar           | 3 tháng 11, 1979 (26 tuổi)  | 40      | Valencia            |
| 17 | HV | Leandro Cufré         | 9 tháng 5, 1978 (28 tuổi)   | 2       | Roma                |
| 18 | TV | Maxi Rodríguez        | 2 tháng 1, 1981 (25 tuổi)   | 13      | Atlético Madrid     |
| 19 | TĐ | Lionel Messi          | 24 tháng 6, 1987 (18 tuổi)  | 7       | Barcelona           |
| 20 | TĐ | Julio Cruz            | 10 tháng 10, 1974 (31 tuổi) | 15      | Internazionale      |
| 21 | HV | Nicolás Burdisso      | 12 tháng 4, 1981 (25 tuổi)  | 8       | Internazionale      |
| 22 | TV | Lucho González        | 19 tháng 1, 1981 (25 tuổi)  | 27      | Porto               |
| 23 | TM | Oscar Ustari          | 3 tháng 7, 1986 (19 tuổi)   | 0       | Independiente       |

### Côte d'Ivoire
Huấn luyện viên trưởng:  Henri Michel
| Số | Vt | Cầu thủ            | Ngày sinh (tuổi)            | Số trận | Câu lạc bộ          |
| -- | -- | ------------------ | --------------------------- | ------- | ------------------- |
| 1  | TM | Jean-Jacques Tizié | 7 tháng 9, 1972 (33 tuổi)   | 24      | Espérance           |
| 2  | TV | Kanga Akalé        | 7 tháng 3, 1981 (25 tuổi)   | 22      | Auxerre             |
| 3  | HV | Arthur Boka        | 2 tháng 4, 1983 (23 tuổi)   | 23      | Strasbourg          |
| 4  | HV | Kolo Touré         | 19 tháng 3, 1981 (25 tuổi)  | 42      | Arsenal             |
| 5  | TV | Didier Zokora      | 14 tháng 12, 1980 (25 tuổi) | 38      | Saint-Étienne       |
| 6  | HV | Blaise Kouassi     | 2 tháng 2, 1974 (32 tuổi)   | 36      | Troyes              |
| 7  | TV | Emerse Faé         | 24 tháng 1, 1984 (22 tuổi)  | 14      | Nantes              |
| 8  | TV | Bonaventure Kalou  | 12 tháng 1, 1978 (28 tuổi)  | 49      | Paris Saint-Germain |
| 9  | TĐ | Arouna Koné        | 11 tháng 11, 1983 (22 tuổi) | 17      | PSV                 |
| 10 | TV | Gilles Yapi Yapo   | 13 tháng 1, 1982 (24 tuổi)  | 26      | Young Boys          |
| 11 | TĐ | Didier Drogba (C)  | 11 tháng 3, 1978 (28 tuổi)  | 32      | Chelsea             |
| 12 | HV | Abdoulaye Méïté    | 6 tháng 10, 1980 (25 tuổi)  | 18      | Marseille           |
| 13 | HV | Marco Zoro         | 27 tháng 12, 1983 (22 tuổi) | 13      | Messina             |
| 14 | TĐ | Bakari Koné        | 17 tháng 9, 1981 (24 tuổi)  | 16      | Nice                |
| 15 | TĐ | Aruna Dindane      | 26 tháng 11, 1980 (25 tuổi) | 34      | Lens                |
| 16 | TM | Gérard Gnanhouan   | 12 tháng 12, 1979 (26 tuổi) | 6       | Montpellier         |
| 17 | HV | Cyril Domoraud     | 22 tháng 7, 1971 (34 tuổi)  | 50      | Créteil             |
| 18 | TV | Abdul Kader Keïta  | 6 tháng 8, 1981 (24 tuổi)   | 26      | Lille               |
| 19 | TV | Yaya Touré         | 13 tháng 3, 1983 (23 tuổi)  | 14      | Olympiacos          |
| 20 | TV | Guy Demel          | 13 tháng 6, 1981 (24 tuổi)  | 7       | Hamburg             |
| 21 | HV | Emmanuel Eboué     | 4 tháng 6, 1983 (23 tuổi)   | 11      | Arsenal             |
| 22 | TV | Koffi Ndri Romaric | 4 tháng 6, 1983 (23 tuổi)   | 8       | Le Mans             |
| 23 | TM | Boubacar Barry     | 20 tháng 12, 1979 (26 tuổi) | 6       | Beveren             |

### Hà Lan
Huấn luyện viên trưởng:  Marco van Basten
| Số | Vt | Cầu thủ                    | Ngày sinh (tuổi)            | Số trận | Câu lạc bộ        |
| -- | -- | -------------------------- | --------------------------- | ------- | ----------------- |
| 1  | TM | Edwin van der Sar (C)      | 29 tháng 10, 1970 (35 tuổi) | 109     | Manchester United |
| 2  | HV | Kew Jaliens                | 15 tháng 9, 1978 (27 tuổi)  | 1       | AZ                |
| 3  | HV | Khalid Boulahrouz          | 28 tháng 12, 1981 (24 tuổi) | 11      | Hamburg           |
| 4  | HV | Joris Mathijsen            | 5 tháng 4, 1980 (26 tuổi)   | 8       | AZ                |
| 5  | HV | Giovanni van Bronckhorst   | 5 tháng 2, 1975 (31 tuổi)   | 57      | Barcelona         |
| 6  | TV | Denny Landzaat             | 6 tháng 5, 1976 (30 tuổi)   | 23      | AZ                |
| 7  | TĐ | Dirk Kuyt                  | 22 tháng 7, 1980 (25 tuổi)  | 19      | Feyenoord         |
| 8  | TV | Phillip Cocu               | 29 tháng 10, 1970 (35 tuổi) | 97      | PSV               |
| 9  | TĐ | Ruud van Nistelrooy        | 1 tháng 7, 1976 (29 tuổi)   | 51      | Manchester United |
| 10 | TV | Rafael van der Vaart       | 11 tháng 2, 1983 (23 tuổi)  | 35      | Hamburg           |
| 11 | TV | Arjen Robben               | 23 tháng 1, 1984 (22 tuổi)  | 20      | Chelsea           |
| 12 | HV | Jan Kromkamp               | 17 tháng 8, 1980 (25 tuổi)  | 11      | Liverpool         |
| 13 | HV | André Ooijer               | 11 tháng 7, 1974 (31 tuổi)  | 19      | PSV               |
| 14 | HV | John Heitinga              | 15 tháng 11, 1983 (22 tuổi) | 18      | Ajax              |
| 15 | HV | Tim de Cler                | 8 tháng 11, 1978 (27 tuổi)  | 3       | AZ                |
| 16 | TV | Hedwiges Maduro            | 13 tháng 2, 1985 (21 tuổi)  | 11      | Ajax              |
| 17 | TĐ | Robin van Persie           | 6 tháng 8, 1983 (22 tuổi)   | 10      | Arsenal           |
| 18 | TV | Mark van Bommel            | 22 tháng 4, 1977 (29 tuổi)  | 37      | Barcelona         |
| 19 | TĐ | Jan Vennegoor of Hesselink | 7 tháng 11, 1978 (27 tuổi)  | 7       | PSV               |
| 20 | TV | Wesley Sneijder            | 9 tháng 6, 1984 (22 tuổi)   | 23      | Ajax              |
| 21 | TĐ | Ryan Babel                 | 19 tháng 12, 1986 (19 tuổi) | 6       | Ajax              |
| 22 | TM | Henk Timmer                | 3 tháng 12, 1971 (34 tuổi)  | 2       | AZ                |
| 23 | TM | Maarten Stekelenburg       | 22 tháng 9, 1982 (23 tuổi)  | 2       | Ajax              |

### Serbia và Montenegro
Huấn luyện viên trưởng:  Ilija Petković
| Số | Vt | Cầu thủ            | Ngày sinh (tuổi)            | Số trận | Câu lạc bộ          |
| -- | -- | ------------------ | --------------------------- | ------- | ------------------- |
| 1  | TM | Dragoslav Jevrić   | 8 tháng 7, 1974 (31 tuổi)   | 40      | Ankaraspor          |
| 2  | TV | Ivan Ergić         | 21 tháng 1, 1981 (25 tuổi)  | 1       | Basel               |
| 3  | HV | Ivica Dragutinović | 13 tháng 11, 1975 (30 tuổi) | 26      | Sevilla             |
| 4  | TV | Igor Duljaj        | 29 tháng 10, 1979 (26 tuổi) | 37      | Shakhtar Donetsk    |
| 5  | HV | Nemanja Vidić      | 21 tháng 10, 1981 (24 tuổi) | 20      | Manchester United   |
| 6  | HV | Goran Gavrančić    | 2 tháng 8, 1978 (27 tuổi)   | 25      | Dynamo Kyiv         |
| 7  | TV | Ognjen Koroman     | 19 tháng 9, 1978 (27 tuổi)  | 25      | Portsmouth          |
| 8  | TĐ | Mateja Kežman      | 12 tháng 4, 1979 (27 tuổi)  | 47      | Atlético Madrid     |
| 9  | TĐ | Savo Milošević (C) | 2 tháng 9, 1973 (32 tuổi)   | 98      | Osasuna             |
| 10 | TV | Dejan Stanković    | 11 tháng 9, 1978 (27 tuổi)  | 58      | Internazionale      |
| 11 | TV | Predrag Đorđević   | 4 tháng 8, 1972 (33 tuổi)   | 34      | Olympiacos          |
| 12 | TM | Oliver Kovačević   | 29 tháng 12, 1974 (31 tuổi) | 3       | CSKA Sofia          |
| 13 | HV | Dušan Basta        | 18 tháng 8, 1984 (21 tuổi)  | 2       | Red Star Belgrade   |
| 14 | HV | Nenad Đorđević     | 7 tháng 8, 1979 (26 tuổi)   | 15      | Partizan            |
| 15 | HV | Milan Dudić        | 1 tháng 11, 1979 (26 tuổi)  | 11      | Red Star Belgrade   |
| 16 | HV | Dušan Petković     | 13 tháng 6, 1974 (31 tuổi)  | 12      | OFK Beograd         |
| 17 | TV | Albert Nađ         | 29 tháng 10, 1974 (31 tuổi) | 42      | Partizan            |
| 18 | TV | Zvonimir Vukić     | 19 tháng 7, 1979 (26 tuổi)  | 25      | Shakhtar Donetsk    |
| 19 | TĐ | Nikola Žigić       | 25 tháng 9, 1980 (25 tuổi)  | 11      | Red Star Belgrade   |
| 20 | HV | Mladen Krstajić    | 4 tháng 3, 1974 (32 tuổi)   | 45      | Schalke 04          |
| 21 | TĐ | Danijel Ljuboja    | 4 tháng 9, 1978 (27 tuổi)   | 15      | Paris Saint-Germain |
| 22 | TV | Saša Ilić          | 30 tháng 12, 1977 (28 tuổi) | 32      | Galatasaray         |
| 23 | TM | Vladimir Stojković | 28 tháng 7, 1983 (22 tuổi)  | 0       | Red Star Belgrade   |

## Bảng D

### Angola
Huấn luyện viên trưởng:  Luís Oliveira Gonçalves
| Số | Vt | Cầu thủ      | Ngày sinh (tuổi)            | Số trận | Câu lạc bộ        |
| -- | -- | ------------ | --------------------------- | ------- | ----------------- |
| 1  | TM | João Ricardo | 7 tháng 1, 1970 (36 tuổi)   | 26      | Moreirense        |
| 2  | HV | Marco Airosa | 6 tháng 8, 1984 (21 tuổi)   | 2       | Barreirense       |
| 3  | HV | Jamba        | 10 tháng 7, 1977 (28 tuổi)  | 35      | Aviação           |
| 4  | HV | Lebo Lebo    | 29 tháng 5, 1977 (29 tuổi)  | 15      | Petro Atletico    |
| 5  | HV | Kali         | 11 tháng 10, 1978 (27 tuổi) | 21      | Barreirense       |
| 6  | TV | Miloy        | 27 tháng 5, 1981 (25 tuổi)  | 11      | InterClube        |
| 7  | TV | Figueiredo   | 28 tháng 11, 1972 (33 tuổi) | 22      | Varzim            |
| 8  | TV | André        | 14 tháng 5, 1978 (28 tuổi)  | 33      | Al-Salmiya        |
| 9  | TĐ | Mantorras    | 18 tháng 3, 1982 (24 tuổi)  | 11      | Benfica           |
| 10 | TĐ | Akwá (C)     | 30 tháng 5, 1977 (29 tuổi)  | 77      | Al-Wakra          |
| 11 | TĐ | Mateus       | 19 tháng 6, 1984 (21 tuổi)  | 4       | Gil Vicente       |
| 12 | TM | Lamá         | 1 tháng 2, 1981 (25 tuổi)   | 9       | Petro Atletico    |
| 13 | TV | Édson        | 3 tháng 2, 1980 (26 tuổi)   | 7       | Paços de Ferreira |
| 14 | TV | Mendonça     | 9 tháng 10, 1982 (23 tuổi)  | 34      | Varzim            |
| 15 | HV | Rui Marques  | 3 tháng 9, 1977 (28 tuổi)   | 1       | Leeds United      |
| 16 | TĐ | Flávio       | 20 tháng 12, 1979 (26 tuổi) | 46      | Al-Ahly           |
| 17 | TV | Zé Kalanga   | 12 tháng 10, 1983 (22 tuổi) | 23      | Petro Atletico    |
| 18 | TĐ | Love         | 14 tháng 3, 1979 (27 tuổi)  | 35      | Aviação           |
| 19 | TĐ | Titi Buengo  | 11 tháng 2, 1980 (26 tuổi)  | 2       | Clermont Foot     |
| 20 | HV | Locó         | 25 tháng 12, 1984 (21 tuổi) | 11      | Primeiro Agosto   |
| 21 | HV | Delgado      | 1 tháng 11, 1972 (33 tuổi)  | 17      | Petro Atletico    |
| 22 | TM | Mário        | 1 tháng 6, 1985 (21 tuổi)   | 1       | InterClube        |
| 23 | HV | Marco Abreu  | 8 tháng 12, 1974 (31 tuổi)  | 3       | Portimonense      |

### Iran
Huấn luyện viên trưởng:  Branko Ivanković
| Số | Vt | Cầu thủ               | Ngày sinh (tuổi)           | Số trận | Câu lạc bộ     |
| -- | -- | --------------------- | -------------------------- | ------- | -------------- |
| 1  | TM | Ebrahim Mirzapour     | 16 tháng 9, 1978 (27 tuổi) | 64      | Foolad         |
| 2  | TV | Mehdi Mahdavikia      | 24 tháng 7, 1977 (28 tuổi) | 89      | Hamburg        |
| 3  | HV | Sohrab Bakhtiarizadeh | 11 tháng 9, 1972 (33 tuổi) | 31      | Saba Battery   |
| 4  | HV | Yahya Golmohammadi    | 16 tháng 3, 1971 (35 tuổi) | 69      | Saba Battery   |
| 5  | HV | Rahman Rezaei         | 20 tháng 2, 1975 (31 tuổi) | 43      | Messina        |
| 6  | TV | Javad Nekounam        | 7 tháng 9, 1980 (25 tuổi)  | 71      | Al-Sharjah     |
| 7  | TV | Ferydoon Zandi        | 26 tháng 4, 1979 (27 tuổi) | 10      | Kaiserslautern |
| 8  | TV | Ali Karimi            | 8 tháng 11, 1978 (27 tuổi) | 90      | Bayern Munich  |
| 9  | TĐ | Vahid Hashemian       | 21 tháng 7, 1976 (29 tuổi) | 28      | Hannover 96    |
| 10 | TĐ | Ali Daei (C)          | 21 tháng 3, 1969 (37 tuổi) | 147     | Saba Battery   |
| 11 | TĐ | Rasoul Khatibi        | 22 tháng 9, 1978 (27 tuổi) | 12      | Sepahan        |
| 12 | TM | Hassan Roudbarian     | 6 tháng 7, 1978 (27 tuổi)  | 3       | Pas            |
| 13 | HV | Hossein Kaebi         | 23 tháng 9, 1985 (20 tuổi) | 44      | Foolad         |
| 14 | TV | Andranik Teymourian   | 6 tháng 3, 1983 (23 tuổi)  | 7       | Abu Moslem     |
| 15 | TĐ | Arash Borhani         | 14 tháng 9, 1983 (22 tuổi) | 20      | Pas            |
| 16 | TĐ | Reza Enayati          | 23 tháng 9, 1976 (29 tuổi) | 15      | Esteghlal      |
| 17 | TĐ | Javad Kazemian        | 23 tháng 4, 1981 (25 tuổi) | 25      | Persepolis     |
| 18 | TV | Moharram Navidkia     | 1 tháng 11, 1982 (23 tuổi) | 24      | Bochum         |
| 19 | HV | Amir Hossein Sadeghi  | 6 tháng 9, 1981 (24 tuổi)  | 1       | Esteghlal      |
| 20 | HV | Mohammad Nosrati      | 10 tháng 1, 1982 (24 tuổi) | 44      | Pas            |
| 21 | TV | Mehrzad Madanchi      | 10 tháng 1, 1985 (21 tuổi) | 6       | Persepolis     |
| 22 | TM | Vahid Talebloo        | 26 tháng 5, 1982 (24 tuổi) | 1       | Esteghlal      |
| 23 | TV | Masoud Shojaei        | 9 tháng 6, 1984 (22 tuổi)  | 3       | Saipa          |

### Mexico
Huấn luyện viên trưởng:  Ricardo Lavolpe
| Số | Vt | Cầu thủ                    | Ngày sinh (tuổi)            | Số trận | Câu lạc bộ       |
| -- | -- | -------------------------- | --------------------------- | ------- | ---------------- |
| 1  | TM | Oswaldo Sánchez            | 21 tháng 9, 1973 (32 tuổi)  | 70      | Guadalajara      |
| 2  | HV | Claudio Suárez             | 17 tháng 12, 1968 (37 tuổi) | 178     | Chivas USA       |
| 3  | HV | Carlos Salcido             | 2 tháng 4, 1980 (26 tuổi)   | 32      | Guadalajara      |
| 4  | HV | Rafael Márquez (C)         | 13 tháng 2, 1979 (27 tuổi)  | 65      | Barcelona        |
| 5  | HV | Ricardo Osorio             | 30 tháng 3, 1980 (26 tuổi)  | 39      | Cruz Azul        |
| 6  | TV | Gerardo Torrado            | 30 tháng 4, 1979 (27 tuổi)  | 56      | Cruz Azul        |
| 7  | TV | Sinha                      | 23 tháng 5, 1976 (30 tuổi)  | 32      | Toluca           |
| 8  | TV | Pável Pardo                | 26 tháng 7, 1976 (29 tuổi)  | 125     | América          |
| 9  | TĐ | Jared Borgetti             | 14 tháng 8, 1973 (32 tuổi)  | 75      | Bolton Wanderers |
| 10 | TĐ | Guillermo Franco           | 3 tháng 11, 1976 (29 tuổi)  | 7       | Villarreal       |
| 11 | TV | Ramón Morales              | 10 tháng 10, 1975 (30 tuổi) | 46      | Guadalajara      |
| 12 | TM | José de Jesús Corona       | 26 tháng 1, 1981 (25 tuổi)  | 6       | U.A.G.           |
| 13 | TM | Guillermo Ochoa            | 13 tháng 7, 1985 (20 tuổi)  | 1       | América          |
| 14 | HV | Gonzalo Pineda             | 19 tháng 10, 1982 (23 tuổi) | 30      | Guadalajara      |
| 15 | HV | José Antonio Castro        | 11 tháng 8, 1980 (25 tuổi)  | 12      | América          |
| 16 | HV | Mario Méndez               | 1 tháng 6, 1979 (27 tuổi)   | 32      | Monterrey        |
| 17 | TĐ | Francisco Fonseca          | 2 tháng 10, 1979 (26 tuổi)  | 29      | Cruz Azul        |
| 18 | TV | Andrés Guardado            | 28 tháng 9, 1986 (19 tuổi)  | 7       | Atlas            |
| 19 | TĐ | Omar Bravo                 | 4 tháng 3, 1980 (26 tuổi)   | 33      | Guadalajara      |
| 20 | TV | Rafael García              | 14 tháng 8, 1974 (31 tuổi)  | 52      | Atlas            |
| 21 | TV | Jesús Arellano             | 8 tháng 5, 1973 (33 tuổi)   | 69      | Monterrey        |
| 22 | HV | Francisco Javier Rodríguez | 20 tháng 10, 1981 (24 tuổi) | 32      | Guadalajara      |
| 23 | TV | Luis Ernesto Pérez         | 12 tháng 1, 1981 (25 tuổi)  | 52      | Monterrey        |

### Bồ Đào Nha
Huấn luyện viên trưởng:  Luiz Felipe Scolari
| Số | Vt | Cầu thủ           | Ngày sinh (tuổi)            | Số trận | Câu lạc bộ          |
| -- | -- | ----------------- | --------------------------- | ------- | ------------------- |
| 1  | TM | Ricardo           | 11 tháng 2, 1976 (30 tuổi)  | 49      | Sporting CP         |
| 2  | HV | Paulo Ferreira    | 18 tháng 1, 1979 (27 tuổi)  | 30      | Chelsea             |
| 3  | HV | Marco Caneira     | 9 tháng 2, 1979 (27 tuổi)   | 14      | Valencia            |
| 4  | HV | Ricardo Costa     | 16 tháng 5, 1981 (25 tuổi)  | 3       | Porto               |
| 5  | HV | Fernando Meira    | 5 tháng 6, 1978 (28 tuổi)   | 30      | Stuttgart           |
| 6  | TV | Costinha          | 1 tháng 12, 1974 (31 tuổi)  | 44      | Dinamo Moskva       |
| 7  | TV | Luís Figo (C)     | 4 tháng 11, 1972 (33 tuổi)  | 120     | Internazionale      |
| 8  | TV | Petit             | 25 tháng 9, 1976 (29 tuổi)  | 36      | Benfica             |
| 9  | TĐ | Pauleta           | 28 tháng 4, 1973 (33 tuổi)  | 82      | Paris Saint-Germain |
| 10 | TV | Hugo Viana        | 15 tháng 1, 1983 (23 tuổi)  | 21      | Valencia            |
| 11 | TV | Simão             | 31 tháng 10, 1979 (26 tuổi) | 43      | Benfica             |
| 12 | TM | Quim              | 13 tháng 11, 1975 (30 tuổi) | 24      | Benfica             |
| 13 | HV | Miguel            | 4 tháng 1, 1980 (26 tuổi)   | 28      | Valencia            |
| 14 | HV | Nuno Valente      | 12 tháng 9, 1974 (31 tuổi)  | 23      | Everton             |
| 15 | TĐ | Luís Boa Morte    | 4 tháng 8, 1977 (28 tuổi)   | 24      | Fulham              |
| 16 | HV | Ricardo Carvalho  | 18 tháng 5, 1978 (28 tuổi)  | 24      | Chelsea             |
| 17 | TV | Cristiano Ronaldo | 5 tháng 2, 1985 (21 tuổi)   | 32      | Manchester United   |
| 18 | TV | Maniche           | 11 tháng 11, 1977 (28 tuổi) | 31      | Dinamo Moskva       |
| 19 | TV | Tiago             | 3 tháng 5, 1981 (25 tuổi)   | 22      | Lyon                |
| 20 | TV | Deco              | 27 tháng 8, 1977 (28 tuổi)  | 35      | Barcelona           |
| 21 | TĐ | Nuno Gomes        | 5 tháng 7, 1976 (29 tuổi)   | 53      | Benfica             |
| 22 | TM | Paulo Santos      | 11 tháng 12, 1972 (33 tuổi) | 1       | Braga               |
| 23 | TĐ | Hélder Postiga    | 2 tháng 8, 1982 (23 tuổi)   | 24      | Porto               |

## Bảng E

### Cộng hòa Séc
Huấn luyện viên trưởng:  Karel Brückner
| Số | Vt | Cầu thủ           | Ngày sinh (tuổi)            | Số trận | Câu lạc bộ              |
| -- | -- | ----------------- | --------------------------- | ------- | ----------------------- |
| 1  | TM | Petr Čech         | 20 tháng 5, 1982 (24 tuổi)  | 41      | Chelsea                 |
| 2  | HV | Zdeněk Grygera    | 14 tháng 5, 1980 (26 tuổi)  | 41      | Ajax                    |
| 3  | HV | Pavel Mareš       | 18 tháng 1, 1976 (30 tuổi)  | 10      | Zenit St. Petersburg    |
| 4  | TV | Tomáš Galásek (C) | 15 tháng 1, 1973 (33 tuổi)  | 49      | Ajax                    |
| 5  | HV | Radoslav Kováč    | 11 tháng 11, 1979 (26 tuổi) | 6       | Spartak Moscow          |
| 6  | HV | Marek Jankulovski | 9 tháng 5, 1977 (29 tuổi)   | 48      | Milan                   |
| 7  | TV | Libor Sionko      | 1 tháng 2, 1977 (29 tuổi)   | 17      | Austria Wien            |
| 8  | TV | Karel Poborský    | 30 tháng 3, 1972 (34 tuổi)  | 115     | Dynamo České Budějovice |
| 9  | TĐ | Jan Koller        | 30 tháng 3, 1973 (33 tuổi)  | 68      | Borussia Dortmund       |
| 10 | TV | Tomáš Rosický     | 4 tháng 10, 1980 (25 tuổi)  | 54      | Borussia Dortmund       |
| 11 | TV | Pavel Nedvěd      | 30 tháng 8, 1972 (33 tuổi)  | 87      | Juventus                |
| 12 | TĐ | Vratislav Lokvenc | 27 tháng 9, 1973 (32 tuổi)  | 72      | Red Bull Salzburg       |
| 13 | HV | Martin Jiránek    | 25 tháng 5, 1979 (27 tuổi)  | 24      | Spartak Moscow          |
| 14 | TV | David Jarolím     | 17 tháng 5, 1979 (27 tuổi)  | 3       | Hamburg                 |
| 15 | TĐ | Milan Baroš       | 28 tháng 10, 1981 (24 tuổi) | 49      | Aston Villa             |
| 16 | TM | Jaromír Blažek    | 29 tháng 12, 1972 (33 tuổi) | 11      | Sparta Prague           |
| 17 | TĐ | Jiří Štajner      | 27 tháng 5, 1976 (30 tuổi)  | 21      | Hannover 96             |
| 18 | TĐ | Marek Heinz       | 4 tháng 8, 1977 (28 tuổi)   | 28      | Galatasaray             |
| 19 | TV | Jan Polák         | 14 tháng 3, 1981 (25 tuổi)  | 18      | Nuremberg               |
| 20 | TV | Jaroslav Plašil   | 5 tháng 1, 1982 (24 tuổi)   | 14      | Monaco                  |
| 21 | HV | Tomáš Ujfaluši    | 24 tháng 3, 1978 (28 tuổi)  | 48      | Fiorentina              |
| 22 | HV | David Rozehnal    | 5 tháng 7, 1980 (25 tuổi)   | 22      | Paris Saint-Germain     |
| 23 | TM | Antonín Kinský    | 31 tháng 5, 1975 (31 tuổi)  | 5       | Saturn Ramenskoye       |

### Ghana
Huấn luyện viên trưởng:  Ratomir Dujković
| Số | Vt | Cầu thủ            | Ngày sinh (tuổi)            | Số trận | Câu lạc bộ        |
| -- | -- | ------------------ | --------------------------- | ------- | ----------------- |
| 1  | TM | Sammy Adjei        | 1 tháng 9, 1980 (25 tuổi)   | 31      | Ashdod            |
| 2  | HV | Hans Sarpei        | 28 tháng 6, 1976 (29 tuổi)  | 7       | Wolfsburg         |
| 3  | TĐ | Asamoah Gyan       | 22 tháng 11, 1985 (20 tuổi) | 13      | Udinese           |
| 4  | HV | Samuel Kuffour     | 3 tháng 9, 1976 (29 tuổi)   | 58      | Roma              |
| 5  | HV | John Mensah        | 29 tháng 11, 1982 (23 tuổi) | 33      | Rennes            |
| 6  | HV | Emmanuel Pappoe    | 3 tháng 3, 1981 (25 tuổi)   | 27      | Hapoel Kfar Saba  |
| 7  | HV | Illiasu Shilla     | 26 tháng 10, 1982 (23 tuổi) | 2       | Asante Kotoko     |
| 8  | TV | Michael Essien     | 3 tháng 12, 1982 (23 tuổi)  | 17      | Chelsea           |
| 9  | TV | Derek Boateng      | 2 tháng 5, 1983 (23 tuổi)   | 11      | AIK               |
| 10 | TV | Stephen Appiah (C) | 24 tháng 12, 1980 (25 tuổi) | 42      | Fenerbahçe        |
| 11 | TV | Sulley Muntari     | 27 tháng 8, 1984 (21 tuổi)  | 16      | Udinese           |
| 12 | TĐ | Alex Tachie-Mensah | 15 tháng 2, 1977 (29 tuổi)  | 5       | St. Gallen        |
| 13 | HV | Habib Mohamed      | 10 tháng 12, 1983 (22 tuổi) | 1       | King Faisal Babes |
| 14 | TĐ | Matthew Amoah      | 24 tháng 10, 1980 (25 tuổi) | 16      | Borussia Dortmund |
| 15 | HV | John Paintsil      | 15 tháng 6, 1981 (24 tuổi)  | 21      | Hapoel Tel Aviv   |
| 16 | TM | George Owu         | 17 tháng 6, 1982 (23 tuổi)  | 6       | Ashanti Gold      |
| 17 | HV | Daniel Quaye       | 25 tháng 12, 1980 (25 tuổi) | 7       | Hearts of Oak     |
| 18 | TV | Eric Addo          | 12 tháng 11, 1978 (27 tuổi) | 6       | PSV               |
| 19 | TĐ | Razak Pimpong      | 30 tháng 12, 1982 (23 tuổi) | 4       | Copenhagen        |
| 20 | TV | Otto Addo          | 9 tháng 6, 1975 (31 tuổi)   | 13      | Mainz 05          |
| 21 | HV | Issah Ahmed        | 24 tháng 5, 1982 (24 tuổi)  | 10      | Randers           |
| 22 | TM | Richard Kingston   | 13 tháng 7, 1975 (30 tuổi)  | 33      | Ankaraspor        |
| 23 | TV | Haminu Dramani     | 1 tháng 4, 1986 (20 tuổi)   | 7       | Red Star Belgrade |

### Ý
Huấn luyện viên trưởng:  Marcello Lippi
| Số | Vt | Cầu thủ              | Ngày sinh (tuổi)            | Số trận | Câu lạc bộ     |
| -- | -- | -------------------- | --------------------------- | ------- | -------------- |
| 1  | TM | Gianluigi Buffon     | 28 tháng 1, 1978 (28 tuổi)  | 60      | Juventus       |
| 2  | HV | Cristian Zaccardo    | 21 tháng 12, 1981 (24 tuổi) | 12      | Palermo        |
| 3  | HV | Fabio Grosso         | 28 tháng 11, 1977 (28 tuổi) | 17      | Palermo        |
| 4  | TV | Daniele De Rossi     | 24 tháng 7, 1983 (22 tuổi)  | 17      | Roma           |
| 5  | HV | Fabio Cannavaro (C)  | 13 tháng 9, 1973 (32 tuổi)  | 93      | Juventus       |
| 6  | HV | Andrea Barzagli      | 8 tháng 5, 1981 (25 tuổi)   | 8       | Palermo        |
| 7  | TĐ | Alessandro Del Piero | 9 tháng 11, 1974 (31 tuổi)  | 74      | Juventus       |
| 8  | TV | Gennaro Gattuso      | 9 tháng 1, 1978 (28 tuổi)   | 43      | Milan          |
| 9  | TĐ | Luca Toni            | 26 tháng 5, 1977 (29 tuổi)  | 18      | Fiorentina     |
| 10 | TĐ | Francesco Totti      | 27 tháng 9, 1976 (29 tuổi)  | 51      | Roma           |
| 11 | TĐ | Alberto Gilardino    | 5 tháng 7, 1982 (23 tuổi)   | 15      | Milan          |
| 12 | TM | Angelo Peruzzi       | 16 tháng 2, 1970 (36 tuổi)  | 31      | Lazio          |
| 13 | HV | Alessandro Nesta     | 19 tháng 3, 1976 (30 tuổi)  | 74      | Milan          |
| 14 | TM | Marco Amelia         | 2 tháng 4, 1982 (24 tuổi)   | 1       | Livorno        |
| 15 | TĐ | Vincenzo Iaquinta    | 29 tháng 11, 1979 (26 tuổi) | 12      | Udinese        |
| 16 | TV | Mauro Camoranesi     | 4 tháng 10, 1976 (29 tuổi)  | 21      | Juventus       |
| 17 | TV | Simone Barone        | 30 tháng 4, 1978 (28 tuổi)  | 13      | Palermo        |
| 18 | TĐ | Filippo Inzaghi      | 9 tháng 8, 1973 (32 tuổi)   | 49      | Milan          |
| 19 | HV | Gianluca Zambrotta   | 19 tháng 2, 1977 (29 tuổi)  | 52      | Juventus       |
| 20 | TV | Simone Perrotta      | 17 tháng 9, 1977 (28 tuổi)  | 24      | Roma           |
| 21 | TV | Andrea Pirlo         | 19 tháng 5, 1979 (27 tuổi)  | 24      | Milan          |
| 22 | HV | Massimo Oddo         | 14 tháng 6, 1976 (29 tuổi)  | 20      | Lazio          |
| 23 | HV | Marco Materazzi      | 19 tháng 8, 1973 (32 tuổi)  | 28      | Internazionale |

### Hoa Kỳ
Huấn luyện viên trưởng:  Bruce Arena
| Số | Vt | Cầu thủ           | Ngày sinh (tuổi)               | Số trận | Câu lạc bộ               |
| -- | -- | ----------------- | ------------------------------ | ------- | ------------------------ |
| 1  | TM | Tim Howard        | 6 tháng 3 năm 1979 (27 tuổi)   | 16      | Manchester United        |
| 2  | HV | Chris Albright    | 14 tháng 1 năm 1979 (27 tuổi)  | 20      | LA Galaxy                |
| 3  | HV | Carlos Bocanegra  | 25 tháng 5 năm 1979 (27 tuổi)  | 40      | Fulham                   |
| 4  | TV | Pablo Mastroeni   | 26 tháng 8 năm 1976 (29 tuổi)  | 48      | Colorado Rapids          |
| 5  | TV | John O'Brien      | 29 tháng 8 năm 1977 (28 tuổi)  | 31      | Chivas USA               |
| 6  | HV | Steve Cherundolo  | 19 tháng 2 năm 1979 (27 tuổi)  | 35      | Hannover 96              |
| 7  | TV | Eddie Lewis       | 17 tháng 5 năm 1974 (32 tuổi)  | 69      | Leeds United             |
| 8  | TV | Clint Dempsey     | 9 tháng 3 năm 1983 (23 tuổi)   | 21      | New England Revolution   |
| 9  | TĐ | Eddie Johnson     | 31 tháng 3 năm 1984 (22 tuổi)  | 18      | Kansas City Wizards      |
| 10 | TV | Claudio Reyna (C) | 20 tháng 7 năm 1973 (32 tuổi)  | 109     | Manchester City          |
| 11 | TĐ | Brian Ching       | 24 tháng 5 năm 1978 (28 tuổi)  | 20      | Houston Dynamo           |
| 12 | HV | Gregg Berhalter   | 1 tháng 8 năm 1973 (32 tuổi)   | 44      | Energie Cottbus          |
| 13 | HV | Jimmy Conrad      | 12 tháng 2 năm 1977 (29 tuổi)  | 15      | Kansas City Wizards      |
| 14 | TV | Ben Olsen         | 3 tháng 5 năm 1977 (29 tuổi)   | 34      | D.C. United              |
| 15 | TV | Bobby Convey      | 27 tháng 5 năm 1983 (23 tuổi)  | 39      | Reading                  |
| 16 | TĐ | Josh Wolff        | 25 tháng 2 năm 1977 (29 tuổi)  | 47      | Kansas City Wizards      |
| 17 | TV | DaMarcus Beasley  | 24 tháng 5 năm 1982 (24 tuổi)  | 58      | PSV                      |
| 18 | TM | Kasey Keller      | 29 tháng 11 năm 1969 (36 tuổi) | 93      | Borussia Mönchengladbach |
| 19 | TM | Marcus Hahnemann  | 15 tháng 6 năm 1972 (33 tuổi)  | 6       | Reading                  |
| 20 | TĐ | Brian McBride     | 19 tháng 6 năm 1972 (33 tuổi)  | 92      | Fulham                   |
| 21 | TĐ | Landon Donovan    | 4 tháng 3 năm 1982 (24 tuổi)   | 81      | LA Galaxy                |
| 22 | HV | Oguchi Onyewu     | 13 tháng 5 năm 1982 (24 tuổi)  | 14      | Standard Liège           |
| 23 | HV | Eddie Pope        | 24 tháng 12 năm 1973 (32 tuổi) | 80      | Real Salt Lake           |

## Bảng F

### Úc
Huấn luyện viên trưởng:  Guus Hiddink
| Số | Vt | Cầu thủ            | Ngày sinh (tuổi)            | Số trận | Câu lạc bộ             |
| -- | -- | ------------------ | --------------------------- | ------- | ---------------------- |
| 1  | TM | Mark Schwarzer     | 6 tháng 10, 1972 (33 tuổi)  | 37      | Middlesbrough          |
| 2  | HV | Lucas Neill        | 9 tháng 3, 1978 (28 tuổi)   | 25      | Blackburn Rovers       |
| 3  | HV | Craig Moore        | 12 tháng 12, 1975 (30 tuổi) | 33      | Newcastle United       |
| 4  | TV | Tim Cahill         | 6 tháng 12, 1979 (26 tuổi)  | 16      | Everton                |
| 5  | TV | Jason Čulina       | 5 tháng 8, 1980 (25 tuổi)   | 13      | PSV                    |
| 6  | HV | Tony Popovic       | 4 tháng 7, 1973 (32 tuổi)   | 56      | Crystal Palace         |
| 7  | TV | Brett Emerton      | 22 tháng 2, 1979 (27 tuổi)  | 48      | Blackburn Rovers       |
| 8  | TV | Josip Skoko        | 10 tháng 12, 1975 (30 tuổi) | 46      | Wigan Athletic         |
| 9  | TĐ | Mark Viduka (C)    | 9 tháng 10, 1975 (30 tuổi)  | 33      | Middlesbrough          |
| 10 | TĐ | Harry Kewell       | 22 tháng 9, 1978 (27 tuổi)  | 20      | Liverpool              |
| 11 | TV | Stan Lazaridis     | 16 tháng 8, 1972 (33 tuổi)  | 59      | Birmingham             |
| 12 | TM | Ante Čović         | 13 tháng 6, 1975 (30 tuổi)  | 1       | Hammarby               |
| 13 | TV | Vincenzo Grella    | 5 tháng 10, 1979 (26 tuổi)  | 17      | Parma                  |
| 14 | TV | Scott Chipperfield | 30 tháng 12, 1975 (30 tuổi) | 46      | Basel                  |
| 15 | TĐ | John Aloisi        | 5 tháng 2, 1976 (30 tuổi)   | 41      | Alavés                 |
| 16 | HV | Michael Beauchamp  | 8 tháng 3, 1981 (25 tuổi)   | 2       | Central Coast Mariners |
| 17 | TĐ | Archie Thompson    | 23 tháng 10, 1978 (27 tuổi) | 20      | Melbourne Victory      |
| 18 | TM | Željko Kalac       | 16 tháng 12, 1972 (33 tuổi) | 52      | Milan                  |
| 19 | TĐ | Joshua Kennedy     | 20 tháng 8, 1982 (23 tuổi)  | 1       | Dynamo Dresden         |
| 20 | TV | Luke Wilkshire     | 2 tháng 10, 1981 (24 tuổi)  | 8       | Bristol City           |
| 21 | TV | Mile Sterjovski    | 27 tháng 5, 1979 (27 tuổi)  | 22      | Basel                  |
| 22 | HV | Mark Milligan      | 4 tháng 8, 1985 (20 tuổi)   | 1       | Sydney FC              |
| 23 | TV | Mark Bresciano     | 11 tháng 2, 1980 (26 tuổi)  | 24      | Parma                  |

### Brasil
Huấn luyện viên trưởng:  Carlos Alberto Parreira
| Số | Vt | Cầu thủ        | Ngày sinh (tuổi)           | Số trận | Câu lạc bộ          |
| -- | -- | -------------- | -------------------------- | ------- | ------------------- |
| 1  | TM | Dida           | 7 tháng 10, 1973 (32 tuổi) | 86      | Milan               |
| 2  | HV | Cafu (C)       | 7 tháng 6, 1970 (36 tuổi)  | 138     | Milan               |
| 3  | HV | Lúcio          | 8 tháng 5, 1978 (28 tuổi)  | 50      | Bayern Munich       |
| 4  | HV | Juan           | 1 tháng 2, 1979 (27 tuổi)  | 38      | Bayer 04 Leverkusen |
| 5  | TV | Emerson        | 4 tháng 4, 1976 (30 tuổi)  | 70      | Juventus            |
| 6  | HV | Roberto Carlos | 10 tháng 4, 1973 (33 tuổi) | 121     | Real Madrid         |
| 7  | TĐ | Adriano        | 17 tháng 2, 1982 (24 tuổi) | 32      | Internazionale      |
| 8  | TV | Kaká           | 22 tháng 4, 1982 (24 tuổi) | 38      | Milan               |
| 9  | TĐ | Ronaldo        | 22 tháng 9, 1976 (29 tuổi) | 92      | Real Madrid         |
| 10 | TV | Ronaldinho     | 21 tháng 3, 1980 (26 tuổi) | 63      | Barcelona           |
| 11 | TV | Zé Roberto     | 6 tháng 7, 1974 (31 tuổi)  | 79      | Bayern Munich       |
| 12 | TM | Rogério Ceni   | 22 tháng 1, 1973 (33 tuổi) | 15      | São Paulo           |
| 13 | HV | Cicinho        | 24 tháng 6, 1980 (25 tuổi) | 10      | Real Madrid         |
| 14 | HV | Luisão         | 13 tháng 2, 1981 (25 tuổi) | 19      | Benfica             |
| 15 | HV | Cris           | 3 tháng 6, 1977 (29 tuổi)  | 16      | Lyon                |
| 16 | HV | Gilberto       | 25 tháng 4, 1976 (30 tuổi) | 9       | Hertha Berlin       |
| 17 | TV | Gilberto Silva | 7 tháng 10, 1976 (29 tuổi) | 36      | Arsenal             |
| 18 | TV | Mineiro        | 2 tháng 8, 1975 (30 tuổi)  | 2       | São Paulo           |
| 19 | TV | Juninho        | 30 tháng 1, 1975 (31 tuổi) | 37      | Lyon                |
| 20 | TV | Ricardinho     | 23 tháng 5, 1976 (30 tuổi) | 19      | Corinthians         |
| 21 | TĐ | Fred           | 3 tháng 10, 1983 (22 tuổi) | 3       | Lyon                |
| 22 | TM | Júlio César    | 3 tháng 9, 1979 (26 tuổi)  | 11      | Internazionale      |
| 23 | TĐ | Robinho        | 25 tháng 1, 1984 (22 tuổi) | 23      | Real Madrid         |

### Croatia
Huấn luyện viên trưởng:  Zlatko Kranjčar
| Số | Vt | Cầu thủ         | Ngày sinh (tuổi)            | Số trận | Câu lạc bộ       |
| -- | -- | --------------- | --------------------------- | ------- | ---------------- |
| 1  | TM | Stipe Pletikosa | 8 tháng 1, 1979 (27 tuổi)   | 50      | Shakhtar Donetsk |
| 2  | TV | Darijo Srna     | 1 tháng 5, 1982 (24 tuổi)   | 36      | Shakhtar Donetsk |
| 3  | HV | Josip Šimunić   | 18 tháng 2, 1978 (28 tuổi)  | 42      | Hertha Berlin    |
| 4  | HV | Robert Kovač    | 6 tháng 4, 1974 (32 tuổi)   | 56      | Juventus         |
| 5  | HV | Igor Tudor      | 16 tháng 4, 1978 (28 tuổi)  | 52      | Juventus         |
| 6  | TV | Jurica Vranješ  | 30 tháng 1, 1980 (26 tuổi)  | 24      | Werder Bremen    |
| 7  | HV | Dario Šimić     | 12 tháng 11, 1975 (30 tuổi) | 80      | Milan            |
| 8  | TV | Marko Babić     | 28 tháng 1, 1981 (25 tuổi)  | 33      | Bayer Leverkusen |
| 9  | TĐ | Dado Pršo       | 5 tháng 11, 1974 (31 tuổi)  | 29      | Rangers          |
| 10 | TV | Niko Kovač (C)  | 15 tháng 10, 1971 (34 tuổi) | 58      | Hertha Berlin    |
| 11 | HV | Mario Tokić     | 23 tháng 6, 1975 (30 tuổi)  | 28      | Austria Wien     |
| 12 | TM | Joey Didulica   | 14 tháng 10, 1977 (28 tuổi) | 4       | Austria Wien     |
| 13 | HV | Stjepan Tomas   | 6 tháng 3, 1976 (30 tuổi)   | 48      | Galatasaray      |
| 14 | TV | Luka Modrić     | 9 tháng 9, 1985 (20 tuổi)   | 5       | Dinamo Zagreb    |
| 15 | TV | Ivan Leko       | 7 tháng 2, 1978 (28 tuổi)   | 13      | Club Brugge      |
| 16 | TV | Jerko Leko      | 9 tháng 4, 1980 (26 tuổi)   | 36      | Dynamo Kyiv      |
| 17 | TĐ | Ivan Klasnić    | 29 tháng 1, 1980 (26 tuổi)  | 20      | Werder Bremen    |
| 18 | TĐ | Ivica Olić      | 14 tháng 9, 1979 (26 tuổi)  | 36      | CSKA Moscow      |
| 19 | TV | Niko Kranjčar   | 13 tháng 8, 1984 (21 tuổi)  | 21      | Hajduk Split     |
| 20 | TV | Anthony Šerić   | 15 tháng 1, 1979 (27 tuổi)  | 14      | Panathinaikos    |
| 21 | TĐ | Boško Balaban   | 15 tháng 10, 1978 (27 tuổi) | 27      | Club Brugge      |
| 22 | TĐ | Ivan Bošnjak    | 6 tháng 2, 1979 (27 tuổi)   | 13      | Dinamo Zagreb    |
| 23 | TM | Tomislav Butina | 30 tháng 3, 1974 (32 tuổi)  | 28      | Club Brugge      |

### Nhật Bản
Huấn luyện viên trưởng:  Zico
| Số | Vt | Cầu thủ              | Ngày sinh (tuổi)           | Số trận | Câu lạc bộ           |
| -- | -- | -------------------- | -------------------------- | ------- | -------------------- |
| 1  | TM | Narazaki Seigo       | 15 tháng 4, 1976 (30 tuổi) | 50      | Nagoya Grampus Eight |
| 2  | HV | Moniwa Teruyuki      | 8 tháng 9, 1981 (24 tuổi)  | 8       | FC Tokyo             |
| 3  | HV | Komano Yūichi        | 25 tháng 7, 1981 (24 tuổi) | 8       | Sanfrecce Hiroshima  |
| 4  | TV | Endo Yasuhito        | 28 tháng 1, 1980 (26 tuổi) | 40      | Gamba Osaka          |
| 5  | HV | Miyamoto Tsuneyasu   | 7 tháng 2, 1977 (29 tuổi)  | 69      | Gamba Osaka          |
| 6  | HV | Nakata Kōji          | 9 tháng 7, 1979 (26 tuổi)  | 55      | Basel                |
| 7  | TV | Nakata Hidetoshi (C) | 22 tháng 1, 1977 (29 tuổi) | 74      | Fiorentina           |
| 8  | TV | Ogasawara Mitsuo     | 5 tháng 4, 1979 (27 tuổi)  | 51      | Kashima Antlers      |
| 9  | TĐ | Takahara Naohiro     | 4 tháng 6, 1979 (27 tuổi)  | 41      | Hamburg              |
| 10 | TV | Nakamura Shunsuke    | 24 tháng 6, 1978 (27 tuổi) | 60      | Celtic               |
| 11 | TĐ | Maki Seiichiro       | 7 tháng 8, 1980 (25 tuổi)  | 10      | JEF United           |
| 12 | TM | Doi Yoichi           | 25 tháng 7, 1973 (32 tuổi) | 4       | FC Tokyo             |
| 13 | TĐ | Yanagisawa Atsushi   | 27 tháng 5, 1977 (29 tuổi) | 56      | Kashima Antlers      |
| 14 | HV | Alex                 | 20 tháng 7, 1977 (28 tuổi) | 72      | Urawa Red Diamonds   |
| 15 | TV | Fukunishi Takashi    | 1 tháng 9, 1976 (29 tuổi)  | 62      | Júbilo Iwata         |
| 16 | TĐ | Oguro Masashi        | 4 tháng 5, 1980 (26 tuổi)  | 18      | Grenoble             |
| 17 | TV | Inamoto Junichi      | 18 tháng 9, 1979 (26 tuổi) | 63      | West Brom            |
| 18 | TV | Ono Shinji           | 27 tháng 9, 1979 (26 tuổi) | 54      | Urawa Red Diamonds   |
| 19 | HV | Tsuboi Keisuke       | 16 tháng 9, 1979 (26 tuổi) | 33      | Urawa Red Diamonds   |
| 20 | TĐ | Tamada Keiji         | 11 tháng 4, 1980 (26 tuổi) | 39      | Nagoya Grampus Eight |
| 21 | HV | Kaji Akira           | 13 tháng 1, 1980 (26 tuổi) | 43      | Gamba Osaka          |
| 22 | HV | Nakazawa Yuji        | 25 tháng 2, 1978 (28 tuổi) | 50      | Yokohama F. Marinos  |
| 23 | TM | Kawaguchi Yoshikatsu | 15 tháng 8, 1975 (30 tuổi) | 89      | Júbilo Iwata         |

## Bảng G

### Pháp
Huấn luyện viên trưởng:  Raymond Domenech
| Số | Vt | Cầu thủ             | Ngày sinh (tuổi)            | Số trận | Câu lạc bộ          |
| -- | -- | ------------------- | --------------------------- | ------- | ------------------- |
| 1  | TM | Mickaël Landreau    | 14 tháng 5, 1979 (27 tuổi)  | 3       | Nantes              |
| 2  | HV | Jean-Alain Boumsong | 14 tháng 12, 1979 (26 tuổi) | 19      | Newcastle United    |
| 3  | HV | Éric Abidal         | 11 tháng 7, 1979 (26 tuổi)  | 8       | Lyon                |
| 4  | TV | Patrick Vieira      | 23 tháng 6, 1976 (29 tuổi)  | 87      | Juventus            |
| 5  | HV | William Gallas      | 17 tháng 8, 1977 (28 tuổi)  | 40      | Chelsea             |
| 6  | TV | Claude Makelele     | 18 tháng 2, 1973 (33 tuổi)  | 43      | Chelsea             |
| 7  | TV | Florent Malouda     | 13 tháng 6, 1980 (25 tuổi)  | 13      | Lyon                |
| 8  | TV | Vikash Dhorasoo     | 10 tháng 10, 1973 (32 tuổi) | 16      | Paris Saint-Germain |
| 9  | TĐ | Sidney Govou        | 27 tháng 7, 1979 (26 tuổi)  | 19      | Lyon                |
| 10 | TV | Zinedine Zidane (C) | 23 tháng 6, 1972 (33 tuổi)  | 102     | Real Madrid         |
| 11 | TĐ | Sylvain Wiltord     | 10 tháng 5, 1974 (32 tuổi)  | 80      | Lyon                |
| 12 | TĐ | Thierry Henry       | 17 tháng 8, 1977 (28 tuổi)  | 78      | Arsenal             |
| 13 | HV | Mikaël Silvestre    | 9 tháng 8, 1977 (28 tuổi)   | 39      | Manchester United   |
| 14 | TĐ | Louis Saha          | 8 tháng 8, 1978 (27 tuổi)   | 9       | Manchester United   |
| 15 | HV | Lilian Thuram       | 1 tháng 1, 1972 (34 tuổi)   | 114     | Juventus            |
| 16 | TM | Fabien Barthez      | 28 tháng 6, 1971 (34 tuổi)  | 80      | Marseille           |
| 17 | HV | Gaël Givet          | 9 tháng 10, 1981 (24 tuổi)  | 11      | Monaco              |
| 18 | TV | Alou Diarra         | 15 tháng 7, 1981 (24 tuổi)  | 9       | Lens                |
| 19 | HV | Willy Sagnol        | 18 tháng 3, 1977 (29 tuổi)  | 38      | Bayern Munich       |
| 20 | TĐ | David Trezeguet     | 15 tháng 10, 1977 (28 tuổi) | 63      | Juventus            |
| 21 | HV | Pascal Chimbonda    | 21 tháng 2, 1979 (27 tuổi)  | 1       | Wigan Athletic      |
| 22 | TV | Franck Ribéry       | 1 tháng 4, 1983 (23 tuổi)   | 3       | Marseille           |
| 23 | TM | Grégory Coupet      | 31 tháng 12, 1972 (33 tuổi) | 18      | Lyon                |

### Hàn Quốc
Huấn luyện viên trưởng:  Dick Advocaat
| Số | Vt | Cầu thủ          | Ngày sinh (tuổi)            | Số trận | Câu lạc bộ              |
| -- | -- | ---------------- | --------------------------- | ------- | ----------------------- |
| 1  | TM | Lee Woon-Jae (C) | 26 tháng 4, 1973 (33 tuổi)  | 97      | Suwon Samsung Bluewings |
| 2  | HV | Kim Young-Chul   | 30 tháng 6, 1976 (29 tuổi)  | 12      | Seongnam Ilhwa Chunma   |
| 3  | HV | Kim Dong-Jin     | 29 tháng 1, 1982 (24 tuổi)  | 34      | FC Seoul                |
| 4  | HV | Choi Jin-Cheul   | 26 tháng 3, 1971 (35 tuổi)  | 62      | Jeonbuk Hyundai Motors  |
| 5  | TV | Kim Nam-Il       | 14 tháng 3, 1977 (29 tuổi)  | 66      | Suwon Samsung Bluewings |
| 6  | HV | Kim Jin-Kyu      | 16 tháng 2, 1985 (21 tuổi)  | 23      | Júbilo Iwata            |
| 7  | TV | Park Ji-Sung     | 25 tháng 2, 1981 (25 tuổi)  | 60      | Manchester United       |
| 8  | TV | Kim Do-Heon      | 14 tháng 7, 1982 (23 tuổi)  | 32      | Seongnam Ilhwa Chunma   |
| 9  | TĐ | Ahn Jung-Hwan    | 27 tháng 1, 1976 (30 tuổi)  | 61      | MSV Duisburg            |
| 10 | TĐ | Park Chu-Young   | 10 tháng 7, 1985 (20 tuổi)  | 18      | FC Seoul                |
| 11 | TĐ | Seol Ki-Hyeon    | 8 tháng 1, 1979 (27 tuổi)   | 67      | Wolverhampton Wanderers |
| 12 | HV | Lee Young-Pyo    | 23 tháng 4, 1977 (29 tuổi)  | 85      | Tottenham Hotspur       |
| 13 | TV | Lee Eul-Yong     | 23 tháng 4, 1977 (29 tuổi)  | 47      | Trabzonspor             |
| 14 | TĐ | Lee Chun-Soo     | 9 tháng 7, 1981 (24 tuổi)   | 62      | Ulsan Hyundai Horang-i  |
| 15 | TV | Baek Ji-Hoon     | 28 tháng 2, 1985 (21 tuổi)  | 12      | FC Seoul                |
| 16 | TĐ | Chung Kyung-Ho   | 22 tháng 5, 1980 (26 tuổi)  | 40      | Gwangju Sangmu Phoenix  |
| 17 | TV | Lee Ho           | 22 tháng 12, 1984 (21 tuổi) | 11      | Ulsan Hyundai Horang-i  |
| 18 | TV | Kim Sang-sik     | 17 tháng 12, 1976 (29 tuổi) | 42      | Seongnam Ilhwa Chunma   |
| 19 | TĐ | Cho Jae-Jin      | 9 tháng 7, 1981 (24 tuổi)   | 21      | Shimizu S-Pulse         |
| 20 | TM | Kim Yong-Dae     | 11 tháng 10, 1979 (26 tuổi) | 15      | Seongnam Ilhwa Chunma   |
| 21 | TM | Kim Young-Kwang  | 28 tháng 6, 1983 (22 tuổi)  | 6       | Chunnam Dragons         |
| 22 | HV | Song Chong-Gug   | 20 tháng 2, 1979 (27 tuổi)  | 51      | Suwon Samsung Bluewings |
| 23 | HV | Cho Won-Hee      | 17 tháng 4, 1983 (23 tuổi)  | 13      | Suwon Samsung Bluewings |

### Thụy Sĩ
Huấn luyện viên trưởng:  Köbi Kuhn
| Số | Vt | Cầu thủ             | Ngày sinh (tuổi)            | Số trận | Câu lạc bộ          |
| -- | -- | ------------------- | --------------------------- | ------- | ------------------- |
| 1  | TM | Pascal Zuberbühler  | 8 tháng 1, 1971 (35 tuổi)   | 40      | Basel               |
| 2  | HV | Johan Djourou       | 18 tháng 1, 1987 (19 tuổi)  | 2       | Arsenal             |
| 3  | HV | Ludovic Magnin      | 20 tháng 4, 1979 (27 tuổi)  | 30      | Stuttgart           |
| 4  | HV | Philippe Senderos   | 14 tháng 2, 1985 (21 tuổi)  | 12      | Arsenal             |
| 5  | TV | Xavier Margairaz    | 17 tháng 1, 1984 (22 tuổi)  | 3       | Zürich              |
| 6  | TV | Johann Vogel (C)    | 8 tháng 3, 1977 (29 tuổi)   | 85      | Milan               |
| 7  | TV | Ricardo Cabanas     | 17 tháng 1, 1979 (27 tuổi)  | 37      | Köln                |
| 8  | TV | Raphaël Wicky       | 26 tháng 4, 1977 (29 tuổi)  | 67      | Hamburg             |
| 9  | TĐ | Alexander Frei      | 15 tháng 7, 1979 (26 tuổi)  | 45      | Rennes              |
| 10 | TV | Daniel Gygax        | 28 tháng 8, 1981 (24 tuổi)  | 22      | Lille               |
| 11 | TĐ | Marco Streller      | 18 tháng 6, 1981 (24 tuổi)  | 10      | Köln                |
| 12 | TM | Diego Benaglio      | 8 tháng 7, 1983 (22 tuổi)   | 1       | Nacional            |
| 13 | HV | Stéphane Grichting  | 30 tháng 3, 1979 (27 tuổi)  | 6       | Auxerre             |
| 14 | TV | David Degen         | 15 tháng 2, 1983 (23 tuổi)  | 3       | Basel               |
| 15 | TV | Blerim Džemaili     | 12 tháng 4, 1986 (20 tuổi)  | 3       | Zürich              |
| 16 | TV | Tranquillo Barnetta | 22 tháng 5, 1985 (21 tuổi)  | 13      | Bayer Leverkusen    |
| 17 | HV | Christoph Spycher   | 30 tháng 3, 1978 (28 tuổi)  | 21      | Eintracht Frankfurt |
| 18 | TĐ | Mauro Lustrinelli   | 26 tháng 2, 1976 (30 tuổi)  | 5       | Sparta Prague       |
| 19 | TV | Valon Behrami       | 19 tháng 4, 1985 (21 tuổi)  | 6       | Lazio               |
| 20 | HV | Patrick Müller      | 17 tháng 12, 1976 (29 tuổi) | 64      | Lyon                |
| 21 | TM | Fabio Coltorti      | 3 tháng 12, 1980 (25 tuổi)  | 2       | Grasshopper         |
| 22 | TV | Hakan Yakın         | 22 tháng 2, 1977 (29 tuổi)  | 46      | Young Boys          |
| 23 | HV | Philipp Degen       | 15 tháng 2, 1983 (23 tuổi)  | 15      | Borussia Dortmund   |

### Togo
Huấn luyện viên trưởng:  Otto Pfister
| Số | Vt | Cầu thủ                | Ngày sinh (tuổi)            | Số trận | Câu lạc bộ       |
| -- | -- | ---------------------- | --------------------------- | ------- | ---------------- |
| 1  | TM | Ouro-Nimini Tchagnirou | 31 tháng 12, 1977 (28 tuổi) | 9       | Djoliba          |
| 2  | HV | Daré Nibombé           | 16 tháng 6, 1980 (25 tuổi)  | 16      | Mons             |
| 3  | HV | Jean-Paul Abalo (C)    | 26 tháng 6, 1975 (30 tuổi)  | 65      | APOEL            |
| 4  | TĐ | Emmanuel Adebayor      | 16 tháng 2, 1984 (22 tuổi)  | 29      | Arsenal          |
| 5  | HV | Massamasso Tchangai    | 8 tháng 8, 1978 (27 tuổi)   | 34      | Benevento        |
| 6  | TV | Yao Aziawonou          | 30 tháng 11, 1979 (26 tuổi) | 32      | Young Boys       |
| 7  | TĐ | Moustapha Salifou      | 1 tháng 6, 1983 (23 tuổi)   | 34      | Brest            |
| 8  | TV | Kuami Agboh            | 28 tháng 12, 1977 (28 tuổi) | 4       | Beveren          |
| 9  | TV | Thomas Dossevi         | 6 tháng 3, 1979 (27 tuổi)   | 10      | Valenciennes     |
| 10 | TV | Mamam Cherif Touré     | 13 tháng 1, 1981 (25 tuổi)  | 39      | Metz             |
| 11 | TĐ | Robert Malm            | 21 tháng 8, 1973 (32 tuổi)  | 1       | Brest            |
| 12 | HV | Éric Akoto             | 20 tháng 7, 1980 (25 tuổi)  | 32      | Admira Wacker    |
| 13 | TĐ | Richmond Forson        | 23 tháng 5, 1980 (26 tuổi)  | 8       | Poiré            |
| 14 | TV | Adékambi Olufadé       | 7 tháng 1, 1980 (26 tuổi)   | 24      | Al-Siliyah       |
| 15 | TV | Alaixys Romao          | 18 tháng 1, 1984 (22 tuổi)  | 11      | Louhans-Cuiseaux |
| 16 | TM | Kossi Agassa           | 2 tháng 7, 1978 (27 tuổi)   | 49      | Metz             |
| 17 | TĐ | Mohamed Kader          | 8 tháng 4, 1979 (27 tuổi)   | 46      | Guingamp         |
| 18 | TV | Yao Junior Sènaya      | 19 tháng 4, 1984 (22 tuổi)  | 16      | YF Juventus      |
| 19 | HV | Ludovic Assemoassa     | 18 tháng 9, 1980 (25 tuổi)  | 5       | Ciudad de Murcia |
| 20 | HV | Affo Erassa            | 19 tháng 2, 1983 (23 tuổi)  | 6       | Moulins          |
| 21 | TV | Franck Atsou           | 1 tháng 8, 1978 (27 tuổi)   | 13      | Al-Hilal         |
| 22 | TM | Kodjovi Obilale        | 8 tháng 10, 1984 (21 tuổi)  | 0       | Etoile Filante   |
| 23 | HV | Assimiou Touré         | 1 tháng 1, 1988 (18 tuổi)   | 1       | Bayer Leverkusen |

## Bảng H

### Ả Rập Saudi
Huấn luyện viên trưởng:  Marcos Paquetá
| Số | Vt | Cầu thủ               | Ngày sinh (tuổi)            | Số trận | Câu lạc bộ |
| -- | -- | --------------------- | --------------------------- | ------- | ---------- |
| 1  | TM | Mohamed Al-Deayea     | 2 tháng 8, 1972 (33 tuổi)   | 181     | Al-Hilal   |
| 2  | HV | Ahmed Dokhi Al-Dosari | 25 tháng 10, 1976 (29 tuổi) | 68      | Al-Ittihad |
| 3  | HV | Redha Tukar           | 29 tháng 11, 1975 (30 tuổi) | 37      | Al-Ittihad |
| 4  | HV | Hamad Al-Montashari   | 22 tháng 6, 1982 (23 tuổi)  | 32      | Al-Ittihad |
| 5  | HV | Naif Al-Qadi          | 3 tháng 4, 1979 (27 tuổi)   | 28      | Al-Ahli    |
| 6  | TV | Omar Al-Ghamdi        | 11 tháng 4, 1979 (27 tuổi)  | 38      | Al-Hilal   |
| 7  | TV | Mohammed Ameen        | 29 tháng 4, 1980 (26 tuổi)  | 16      | Al-Ittihad |
| 8  | TV | Mohammed Noor         | 26 tháng 2, 1978 (28 tuổi)  | 63      | Al-Ittihad |
| 9  | TĐ | Sami Al-Jaber (C)     | 11 tháng 12, 1972 (33 tuổi) | 160     | Al-Hilal   |
| 10 | TV | Mohammad Al-Shalhoub  | 8 tháng 12, 1980 (25 tuổi)  | 48      | Al-Hilal   |
| 11 | TĐ | Saad Al-Harthi        | 3 tháng 2, 1984 (22 tuổi)   | 15      | Al-Nasr    |
| 12 | HV | Abdulaziz Khathran    | 31 tháng 7, 1973 (32 tuổi)  | 19      | Al-Hilal   |
| 13 | HV | Hussein Sulaimani     | 21 tháng 1, 1977 (29 tuổi)  | 97      | Al-Ahli    |
| 14 | TV | Saud Khariri          | 8 tháng 7, 1980 (25 tuổi)   | 34      | Al-Ittihad |
| 15 | HV | Ahmed Al-Bahri        | 18 tháng 9, 1980 (25 tuổi)  | 11      | Al-Ittifaq |
| 16 | TV | Khaled Aziz           | 14 tháng 7, 1981 (24 tuổi)  | 14      | Al-Hilal   |
| 17 | HV | Mohammad Al-Bishi     | 3 tháng 5, 1987 (19 tuổi)   | 0       | Al-Ahli    |
| 18 | TV | Nawaf Al-Temyat       | 28 tháng 6, 1976 (29 tuổi)  | 56      | Al-Hilal   |
| 19 | HV | Mohammad Massad       | 17 tháng 2, 1983 (23 tuổi)  | 5       | Al-Ahli    |
| 20 | TĐ | Yasser Al-Qahtani     | 10 tháng 10, 1982 (23 tuổi) | 45      | Al-Hilal   |
| 21 | TM | Mabrouk Zaid          | 11 tháng 2, 1979 (27 tuổi)  | 33      | Al-Ittihad |
| 22 | TM | Mohammad Khouja       | 15 tháng 3, 1982 (24 tuổi)  | 8       | Al-Shabab  |
| 23 | TĐ | Malek Mouath          | 10 tháng 8, 1981 (24 tuổi)  | 5       | Al-Ahli    |

### Tây Ban Nha
Huấn luyện viên trưởng:  Luis Aragonés
| Số | Vt | Cầu thủ            | Ngày sinh (tuổi)            | Số trận | Câu lạc bộ      |
| -- | -- | ------------------ | --------------------------- | ------- | --------------- |
| 1  | TM | Iker Casillas      | 20 tháng 5, 1981 (25 tuổi)  | 58      | Real Madrid     |
| 2  | HV | Míchel Salgado     | 22 tháng 10, 1975 (30 tuổi) | 50      | Real Madrid     |
| 3  | HV | Mariano Pernía     | 4 tháng 5, 1977 (29 tuổi)   | 1       | Getafe          |
| 4  | HV | Carlos Marchena    | 31 tháng 7, 1979 (26 tuổi)  | 27      | Valencia        |
| 5  | HV | Carles Puyol       | 13 tháng 4, 1978 (28 tuổi)  | 47      | Barcelona       |
| 6  | TV | David Albelda      | 1 tháng 9, 1977 (28 tuổi)   | 33      | Valencia        |
| 7  | TĐ | Raúl (C)           | 27 tháng 6, 1977 (28 tuổi)  | 95      | Real Madrid     |
| 8  | TV | Xavi               | 25 tháng 1, 1980 (26 tuổi)  | 36      | Barcelona       |
| 9  | TĐ | Fernando Torres    | 20 tháng 3, 1984 (22 tuổi)  | 30      | Atlético Madrid |
| 10 | TĐ | José Antonio Reyes | 1 tháng 9, 1983 (22 tuổi)   | 19      | Arsenal         |
| 11 | TV | Luis García        | 24 tháng 6, 1978 (27 tuổi)  | 10      | Liverpool       |
| 12 | HV | Antonio López      | 13 tháng 9, 1981 (24 tuổi)  | 8       | Atlético Madrid |
| 13 | TV | Andrés Iniesta     | 11 tháng 5, 1984 (22 tuổi)  | 3       | Barcelona       |
| 14 | TV | Xabi Alonso        | 25 tháng 11, 1981 (24 tuổi) | 26      | Liverpool       |
| 15 | HV | Sergio Ramos       | 30 tháng 3, 1986 (20 tuổi)  | 11      | Real Madrid     |
| 16 | TV | Marcos Senna       | 17 tháng 7, 1976 (29 tuổi)  | 3       | Villarreal      |
| 17 | TV | Joaquín            | 21 tháng 7, 1981 (24 tuổi)  | 38      | Real Betis      |
| 18 | TV | Cesc Fàbregas      | 4 tháng 5, 1987 (19 tuổi)   | 4       | Arsenal         |
| 19 | TM | Santiago Cañizares | 18 tháng 12, 1969 (36 tuổi) | 45      | Valencia        |
| 20 | HV | Juanito            | 23 tháng 7, 1976 (29 tuổi)  | 15      | Real Betis      |
| 21 | TĐ | David Villa        | 3 tháng 12, 1981 (24 tuổi)  | 8       | Valencia        |
| 22 | HV | Pablo              | 3 tháng 8, 1981 (24 tuổi)   | 11      | Atlético Madrid |
| 23 | TM | José Manuel Reina  | 31 tháng 8, 1982 (23 tuổi)  | 3       | Liverpool       |

### Tunisia
Huấn luyện viên trưởng:  Roger Lemerre
| Số | Vt | Cầu thủ            | Ngày sinh (tuổi)            | Số trận | Câu lạc bộ          |
| -- | -- | ------------------ | --------------------------- | ------- | ------------------- |
| 1  | TM | Ali Boumnijel      | 13 tháng 4, 1966 (40 tuổi)  | 48      | Club Africain       |
| 2  | TĐ | Karim Essediri     | 29 tháng 7, 1979 (26 tuổi)  | 7       | Rosenborg           |
| 3  | HV | Karim Haggui       | 21 tháng 1, 1984 (22 tuổi)  | 26      | Strasbourg          |
| 4  | HV | Alaeddine Yahia    | 26 tháng 9, 1981 (24 tuổi)  | 13      | Saint-Étienne       |
| 5  | TĐ | Ziad Jaziri        | 12 tháng 7, 1978 (27 tuổi)  | 61      | Troyes              |
| 6  | HV | Hatem Trabelsi     | 25 tháng 1, 1977 (29 tuổi)  | 56      | Ajax                |
| 7  | TĐ | Haykel Guemamdia   | 22 tháng 12, 1981 (24 tuổi) | 13      | Strasbourg          |
| 8  | TV | Mehdi Nafti        | 28 tháng 11, 1978 (27 tuổi) | 29      | Birmingham City     |
| 9  | TĐ | Yassine Chikhaoui  | 2 tháng 9, 1986 (19 tuổi)   | 1       | Étoile du Sahel     |
| 10 | TV | Kaies Ghodhbane    | 7 tháng 1, 1976 (30 tuổi)   | 89      | Konyaspor           |
| 11 | TĐ | Francileudo Santos | 20 tháng 3, 1979 (27 tuổi)  | 28      | Toulouse            |
| 12 | TV | Jawhar Mnari       | 8 tháng 11, 1976 (29 tuổi)  | 37      | Nuremberg           |
| 13 | TV | Riadh Bouazizi (C) | 8 tháng 4, 1973 (33 tuổi)   | 85      | Kayseri Erciyesspor |
| 14 | TV | Adel Chedli        | 16 tháng 9, 1976 (29 tuổi)  | 38      | Nuremberg           |
| 15 | HV | Radhi Jaïdi        | 30 tháng 8, 1975 (30 tuổi)  | 89      | Bolton Wanderers    |
| 16 | TM | Adel Nefzi         | 16 tháng 3, 1974 (32 tuổi)  | 0       | Monastir            |
| 17 | TĐ | Chaouki Ben Saada  | 1 tháng 7, 1984 (21 tuổi)   | 11      | Bastia              |
| 18 | HV | David Jemmali      | 13 tháng 12, 1974 (31 tuổi) | 2       | Bordeaux            |
| 19 | HV | Anis Ayari         | 16 tháng 2, 1982 (24 tuổi)  | 24      | Samsunspor          |
| 20 | TV | Hamed Namouchi     | 12 tháng 1, 1984 (22 tuổi)  | 14      | Rangers             |
| 21 | HV | Karim Saidi        | 24 tháng 3, 1983 (23 tuổi)  | 15      | Feyenoord           |
| 22 | TM | Hamdi Kasraoui     | 18 tháng 1, 1983 (23 tuổi)  | 6       | Espérance de Tunis  |
| 23 | TV | Sofiane Melliti    | 18 tháng 8, 1978 (27 tuổi)  | 14      | Gaziantepspor       |

### Ukraina
Huấn luyện viên trưởng:  Oleg Blokhin
| Số | Vt | Cầu thủ               | Ngày sinh (tuổi)            | Số trận | Câu lạc bộ            |
| -- | -- | --------------------- | --------------------------- | ------- | --------------------- |
| 1  | TM | Oleksandr Shovkovskiy | 2 tháng 1, 1975 (31 tuổi)   | 68      | Dynamo Kyiv           |
| 2  | HV | Andriy Nesmachniy     | 28 tháng 2, 1979 (27 tuổi)  | 49      | Dynamo Kyiv           |
| 3  | HV | Oleksandr Yatsenko    | 24 tháng 2, 1985 (21 tuổi)  | 1       | Kharkiv               |
| 4  | TV | Anatoliy Tymoschuk    | 30 tháng 3, 1979 (27 tuổi)  | 55      | Shakhtar Donetsk      |
| 5  | HV | Volodymyr Yezerskiy   | 15 tháng 11, 1976 (29 tuổi) | 24      | Dnipro Dnipropetrovsk |
| 6  | HV | Andriy Rusol          | 16 tháng 1, 1983 (23 tuổi)  | 23      | Dnipro Dnipropetrovsk |
| 7  | TĐ | Andriy Shevchenko (C) | 29 tháng 9, 1976 (29 tuổi)  | 64      | A.C. Milan            |
| 8  | TV | Oleh Shelayev         | 5 tháng 11, 1976 (29 tuổi)  | 19      | Dnipro Dnipropetrovsk |
| 9  | TV | Oleh Husyev           | 25 tháng 4, 1983 (23 tuổi)  | 25      | Dynamo Kyiv           |
| 10 | TĐ | Andriy Voronin        | 21 tháng 7, 1979 (26 tuổi)  | 32      | Bayer Leverkusen      |
| 11 | TĐ | Serhiy Rebrov         | 6 tháng 3, 1974 (32 tuổi)   | 70      | Dynamo Kyiv           |
| 12 | TM | Andriy Pyatov         | 28 tháng 6, 1984 (21 tuổi)  | 1       | Vorskla Poltava       |
| 13 | HV | Dmytro Chygrynskiy    | 7 tháng 11, 1986 (19 tuổi)  | 0       | Shakhtar Donetsk      |
| 14 | TV | Andriy Husin          | 11 tháng 12, 1972 (33 tuổi) | 64      | Krylya Sovetov        |
| 15 | TĐ | Artem Milevskiy       | 12 tháng 1, 1985 (21 tuổi)  | 0       | Dynamo Kyiv           |
| 16 | TĐ | Andriy Vorobey        | 29 tháng 11, 1978 (27 tuổi) | 53      | Shakhtar Donetsk      |
| 17 | HV | Vladyslav Vashchuk    | 2 tháng 1, 1975 (31 tuổi)   | 58      | Dynamo Kyiv           |
| 18 | TV | Serhiy Nazarenko      | 16 tháng 2, 1980 (26 tuổi)  | 15      | Dnipro Dnipropetrovsk |
| 19 | TV | Maksym Kalynychenko   | 26 tháng 1, 1979 (27 tuổi)  | 21      | Spartak Moscow        |
| 20 | TĐ | Oleksiy Byelik        | 15 tháng 2, 1981 (25 tuổi)  | 15      | Shakhtar Donetsk      |
| 21 | TV | Ruslan Rotan          | 29 tháng 10, 1981 (24 tuổi) | 19      | Dynamo Kyiv           |
| 22 | HV | Vyacheslav Sviderskiy | 1 tháng 1, 1979 (27 tuổi)   | 6       | Shakhtar Donetsk      |
| 23 | TM | Bohdan Shust          | 4 tháng 3, 1986 (20 tuổi)   | 2       | Shakhtar Donetsk      |